# Rafael Casanova
Rafael Casanova i Comes (Moyá, c. 1660-San Baudilio de Llobregat, 2 de mayo de 1743) fue un jurista español, partidario del archiduque Carlos de Austria como rey de España durante la guerra de sucesión española, Conseller en Cap de la ciudad de Barcelona y máxima autoridad militar y política de Cataluña durante el sitio borbónico de Barcelona.
Herido en la batalla final del 11 de septiembre de 1714, Casanova fue exonerado de sus cargos políticos y militares en virtud del perdón real que alcanzó a la mayoría de dirigentes políticos catalanes, y volvió a ejercer la abogacía hasta poco antes de su muerte. Mantuvo el contacto con varios de los que habían sido dirigentes de la ciudad durante el sitio, así como con los exiliados en el Imperio austríaco, y se le atribuye la autoría de un opúsculo austracista publicado en 1736.
Su figura se ha convertido en un icono del catalanismo, que le rinde homenaje como a uno de sus grandes patriotas. Esta instrumentalización es duramente criticada por quienes lo consideran un mero austracista. La ciudad de Barcelona le dedicó en 1863 una calle, y en 1888 erigió una estatua en su memoria. Convertido en referente catalanista, los homenajes en su honor fueron prohibidos durante las dictaduras de Miguel Primo de Rivera y Francisco Franco, cuando la estatua fue asimismo retirada. Desde su restitución en 1977, el monumento a Casanova es escenario de los homenajes florales de las principales instituciones y asociaciones catalanas durante el Día de Cataluña.

## Vida

### Primeros años
Hijo de Rafael de Casanova y Solá, natural de Collsuspina, en el valle de Moià, y de María de Comas y Sors, en el momento de su nacimiento, los Casanova gozaban de una sólida posición económica. Propietarios de fincas y tierras, se dedicaban al comercio del grano y la lana. La familia tenía una larga tradición de participación en los asuntos públicos. Francesc Casanova (abuelo) fue Capitán de la Santa Unión y luchó contra los bandoleros, y Rafael Casanova (padre) fue jefe del somatén del Moyanés (1650), consejero de la población (1652), subveguer de Moyá y el Moyanés (1659) y, poco antes de su muerte (1682), alcalde real de la villa. Rafael Casanova cursó Derecho en el Estudio General de Barcelona, profesión que ejerció durante toda su vida. El 22 de julio de 1696 se había casado con María Bosch y Barba, con quien tuvo cuatro hijos, aunque solo uno, también llamado Rafael, sobrevivió a la edad adulta.

### La guerra de sucesión

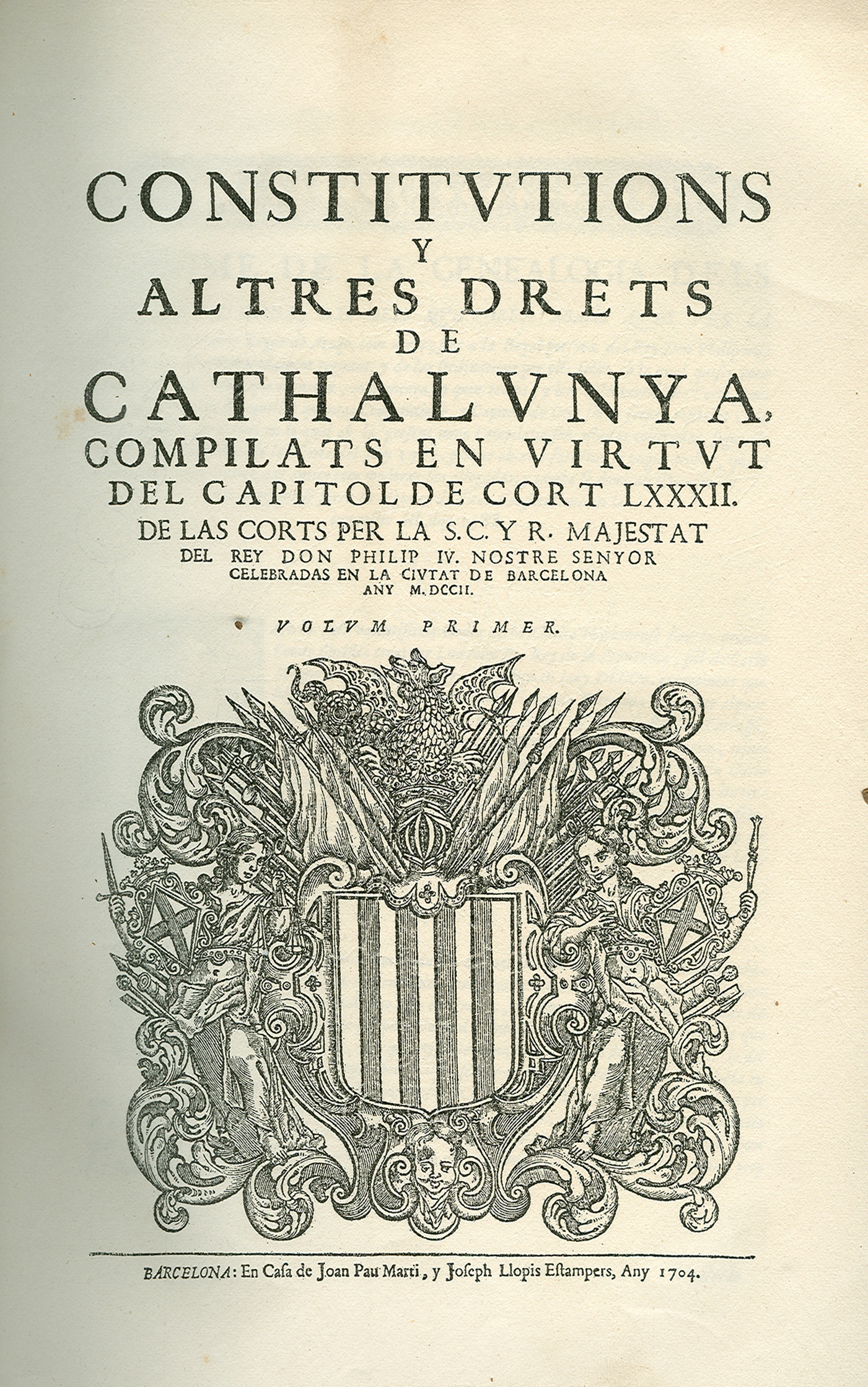
Las Constituciones catalanas fueron juradas por Felipe V de Castilla, IV de Aragón, en 1702. Pero en 1704, tras un fracasado intento de desembarco aliado en Barcelona, el virrey Francisco de Velasco conculcó repetidamente dichas constituciones. Tras repetidas instancias al virrey, Barcelona nombró a Pablo Ignacio Dalmases como embajador, para denunciar ante el rey en persona la actitud del virrey Velasco. En 5 de febrero de 1705, nada más llegar a la corte de Madrid, el embajador fue detenido y encarcelado. Tres meses después estallaba la revuelta en el Principado de Cataluña y en octubre las tropas del archiduque Carlos de Austria tomaban Barcelona.

La muerte sin descendencia de Carlos II el Hechizado, sucedido por el duque Felipe de Anjou, dio lugar a un conflicto internacional que pronto se tornó guerra civil en la propia España entre los partidarios del archiduque Carlos y los de Felipe V. Este último juró en 1702 las Constituciones de Cataluña, otorgando nuevos privilegios a las instituciones catalanas de las cuales recibió homenaje. Sin embargo la guerra ya había estallado en los campos de batalla de Europa cuando la Casa de Austria invadió los territorios españoles de Italia. Ante las continuas derrotas borbónicas Felipe V no pudo continuar su itinerario para jurar los fueros de Aragón y Valencia, trasladándose en persona al frente italiano. Ya en Barcelona en 1703 los austracistas, los partidarios de la tradicional Casa de Austria, recibieron el mote de Imperiales o Aguiluchos, por ser este el símbolo del imperio austríaco, mientras que los adherentes de la Casa de Borbón eran tildados de Butifleros. En 1704 las tropas de la Gran Alianza de La Haya lanzaron un intento de desembarco aliado en Barcelona con la complicidad de un reducido número de Aguiluchos barceloneses. Fracasada la intentona varios caudillos austracistas se exiliaron, pero a fin de evitar nuevos desaguisados el virrey Francisco de Velasco lanzó una represión indiscriminada conculcando repetidamente las Constituciones de Cataluña, hecho que incrementó el apoyo a los austracistas. Retornado Felipe V a Madrid la ciudad de Barcelona, que tenía el privilegio de nombrar embajadores propios, nombró a Pablo Ignacio Dalmases para denunciar ante Felipe V en persona la actitud del virrey Velasco. Pero en 5 de febrero de 1705, nada más llegar a la corte de Madrid, el embajador fue detenido y encarcelado. Tres meses después estallaba la revuelta en Cataluña y el 20 de junio de 1705 los caudillos austracistas catalanes firmaban el Pacto de Génova, una alianza militar entre Cataluña e Inglaterra en virtud de la cual Cataluña se comprometía a luchar por la causa del pretendiente al trono español Carlos de Austria con la ayuda militar de Inglaterra, y esta se comprometía a defender las Constituciones de Cataluña fuera cuál fuere el resultado de la guerra. En octubre de 1705 las tropas del archiduque Carlos tomaron Barcelona al asalto, y la Generalidad de Cataluña y los Consellers de Barcelona le aclamaron como a un libertador. Días más tarde el archiduque de Austria era proclamado legítimo rey Carlos III de España, jurando respetar las Constituciones de Cataluña y convirtiendo a Barcelona en sede de su corte y baluarte austracista durante el resto de la guerra.

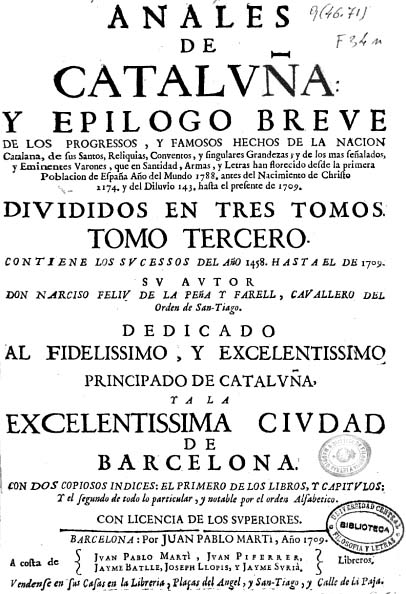
Anales de Cataluña (1709) obra del austracista Narciso Feliu de la Peña.
Dedicó el tercer tomo de la obra a Dios, al Rey y a la Patria, Cataluña: «Y como soy Catalan, por natural de Barcelona, y el Principado de Cataluña sea Patria general de todos los Catalanes»

El 25 de enero de 1706, por muerte del consejero tercero de Barcelona Jacinto Lloreda, Rafael Casanova fue sorteado para ocupar dicho cargo. La ciudad de Barcelona se gobernaba a sí misma y era regida por seis magistrados, los Consellers de Barcelona, que tenían un mandato limitado a un año; dichos seis magistrados eran elegidos por sorteo mediante el sistema de insaculación, consistente en depositar en un saco papeles con los nombres de todos los ciudadanos y del cual la mano de un niño extraía en un sorteo anual los ciudadanos elegidos para gobernar la ciudad. Aquellos elegidos podían renunciar al cargo si no se consideraban aptos, aunque una vez nombrados magistrados eran asesorados y supervisados por el Consejo de los 100, una asamblea de ciudadanos. Para el cargo de Conseller en Cap solo figuraban en el saco correspondiente los nombres de aquellos que tenían el título de Ciutadans Honrats (Ciudadanos Honrados), una distinción que solo se otorgaba a aquellos ciudadanos que se habían distinguido sobremanera en el servicio público a Barcelona. El cargo de Conseller Segon (consejero segundo) estaba reservado a los mercaderes de Barcelona, el Conseller Terç (consejero tercero) a los juristas y abogados, y el Conseller Sisè (consejero sexto) a los menestrales y labradores.
Como consejero tercero desarrolló su cargo Rafael Casanova hasta que tres meses después, en abril de 1706, las tropas de Felipe V, con el rey a la cabeza, rodearon la ciudad e iniciaron el Sitio de Barcelona (1706) para reconquistarla. Después de bloqueada Barcelona las tropas borbónicas empezaron las operaciones encaminadas a la conquista de la fortaleza de Montjuic, desde la cual una vez tomada, rendirían la ciudad. En 21 de abril las tropas de Felipe V ya habían tomado posiciones cerca de la fortaleza y comenzaron a hostigarla. Entonces cundió un rumor entre los barceloneses según el cual las tropas austracistas habían pactado con las borbónicas la rendición de la fortaleza, rumor que desembocó en un amotinamiento general de los barceloneses por toda la ciudad. Durante los disturbios murió asesinado el Conseller en Cap de 1705-1706 Francisco Nicolás de Sanjuan. Quedaron al frente de la ciudad el consejero segundo, el mercader Francisco Gallart, y el consejero tercero, el jurista Rafael Casanova, quienes consiguieron finalmente reconducir la situación y el gobierno de la ciudad. El 8 de mayo se albiró en el horizonte a la flota inglesa bajo el comando del almirante John Leake, provocando el levantamiento del sitio y la caótica huida de las tropas borbónicas que dejaron abandonados en el campo delante de Barcelona a los heridos, los suministros y todo el tren de artillería. Un año más tarde, el 6 de febrero de 1707, el archiduque Carlos le otorgó a Rafael Casanova el título de Ciutadà Honrat (ciudadano honrado) por su actuación al frente de gobierno de la ciudad durante el sitio borbónico de Barcelona de 1706.

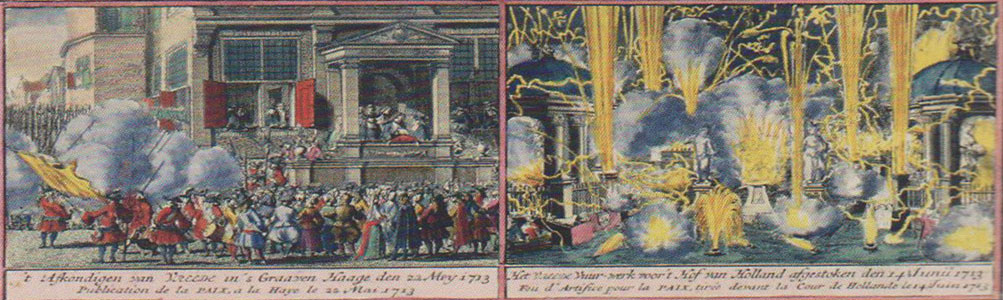
La Paz general de Utrecht (1713)
Grabado que reproduce la proclamación de la paz en La Haya el 22 de mayo y los fuegos artificiales de celebración el 14 de junio de 1713.

Las tropas austracistas conquistaron Madrid a los pocos meses, pero se retiraron de ella para ser derrotadas finalmente en la Batalla de Almansa en 1707. Tras un fallido tratado de paz en 1709 las tropas austracistas lanzaron una nueva ofensiva que culminó en 1710 con la toma nuevamente de Madrid. Forzados a abandonar la ciudad tras la llegada de refuerzos franceses, en 1711 la posición militar de los austracistas era ya muy comprometida. En septiembre de ese año el archiduque Carlos dejó la Península rumbo a Viena para hacerse cargo del Sacro Imperio Romano, dejando en Barcelona a su esposa Isabel Cristina de Brunswick-Wolfenbüttel. En las primeras negociaciones de paz los embajadores del ya emperador Carlos VI insistieron en que el Principado de Cataluña fuese elevado a la categoría de república independiente. Sin embargo, tras la renuncia de Felipe V al trono de Francia (artículo 2.º), la entrega del peñón de Gibraltar (artículo 10.º) y de la isla de Menorca (artículo 11.º), y las concesiones comerciales en América (artículo 12.º), los ingleses cedieron ante Felipe V el 13 de julio de 1713. Este se comprometió en el artículo 13.º del Tratado de Utrecht a aministiar a los catalanes y a concederles solo los mismos derechos y privilegios que los habitantes de las dos Castillas, "que de todos los pueblos de España son los más amados por el Rey Católico". En 1713 Isabel de Brunswick abandonó Barcelona, y poco después las naves inglesas evacuaban a las últimas tropas aliadas de Cataluña.

### Cataluña no se rinde
Ante las noticias del abandono inglés, se convocó en Barcelona el 30 de junio de 1713 una Junta de Brazos (Junta de Braços) para deliberar si Cataluña debía someterse a Felipe V o proseguir la guerra en solitario. En las primeras sesiones el Brazo Eclesiástico se inhibió por estar involucrada la efusión de sangre, dejando la resolución final en manos de los otros dos Brazos. En virtud de su nombramiento como ciudadano honrado de Barcelona, Rafael Casanova fue miembro de las sesiones del Brazo Real (Braç Reial). El 5 de junio el Brazo Real emitió su veredicto proponiendo que se continuara la guerra. En una tensión creciente, los votos del Brazo militar se dividieron en tres grupos, no llegándose a una resolución unánime. El parlamento decisivo tuvo lugar en la sesión del Brazo Militar y corrió a cargo de Manuel de Ferrer y Sitges. Tomada la decisión de continuar la guerra en solitario, los comisionados de los brazos generales la entregaron a los diputados de la Generalidad de Cataluña, para que la publicara y declarara el estado de guerra. Los diputados de la Generalidad, contrarios a la proclamación, dilataron la entrada en vigor legal del edicto tres días. En la sexta instancia presentada por los brazo generales ante los diputados de la Generalidad, se les recordaba que era su deber la «conservación de las libertades, privilegios y prerrogativas de los catalanes, que nuestros antecesores a costa de sangre gloriosamente vertida alcanzaron, y nosotros debemos así mismo mantener». Finalmente, la proclamación pública de guerra tuvo lugar a las seis de la mañana del 9 de julio de 1713:

Ahora oíd, se hace saber a todos generalmente, de parte del Excelentísimo y Fidelísimo Consistorio, de los Excelentísimos y Fidelísimos diputados y oidores de cuentas del Principado de Cataluña, insiguiendo la resolución deliberada por los Excelentísimos y Fidelísimos Brazos Generales el día 6 del corriente mes y año, por el presente pregón y edicto que el Excelentísimo y Fidelísimo Principado de Cataluña convocado en Brazos Generales el sobredicho año y día ha deliberado continuar la guerra en nombre de la Sacra Cesárea Católica Real Majestad del emperador y rey nuestro Señor (que Dios guarde) por mantenerse vasallos de la sobredicha S.C.C.R.M. según la ley establecida en las cortes generales celebradas en el año de 1706 y por conservar las leyes, constituciones, privilegios, honores, costumbres y prerrogativas que el serenísimo duque de Anjou ha derogado queriendo que el presente Principado de Cataluña se entregue a discreción y que los naturales y habitantes no gocen en adelante más ley ni privilegio que la que a su arbitrio quiere imponerles. Por tanto, declaran que del día presente en adelante, todos los naturales y habitantes del presente Principado tengan, reputen y traten por enemigos todos los súbditos y vasallos, tanto del sobredicho serenísimo duque de Anjou como los súbditos y vasallos de la majestad del rey de Francia por cuanto es aliado y ayuda y favorece los designios del soberdicho duque de Anjou. 
 Por tanto, se prohíbe bajo las penas establecidas de crimen de lesa majestad que del día presente en adelante ninguno se atreva a tener comunicación ni trato por escrito ni de cualquier otro modo con los dichos vasallos y súbditos si no quieren ser tratados como vasallos inobedientes del emperador y rey nuestro Señor y enemigos de la Patria. Porque las dichas cosas sean a todos notorias mandan los Excelentísimos y Fidelísimos señores diputados ser hecho y publicado el presente bando y pregón en los lugares acostumbrados de la presente ciudad y otras partes donde convenga y sea menester.

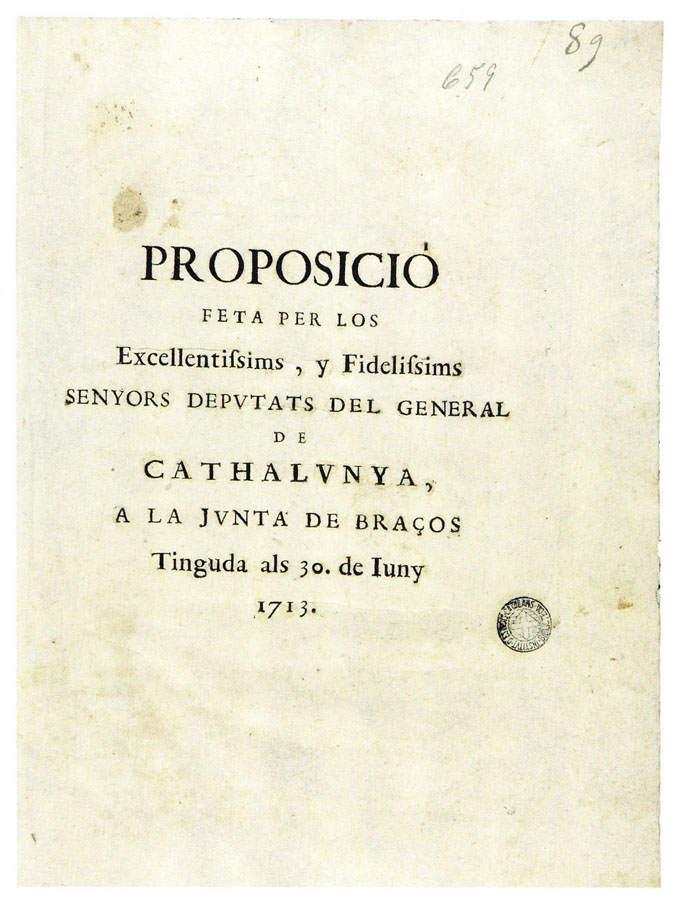
Proposición presentada por los diputados de la Generalidad de Cataluña el 30 de junio de 1713 ante la Junta de Brazos, y que finalizaría el 9 de julio con la publicación del edicto por el cual Cataluña continuaba la guerra para «defender su Libertad».

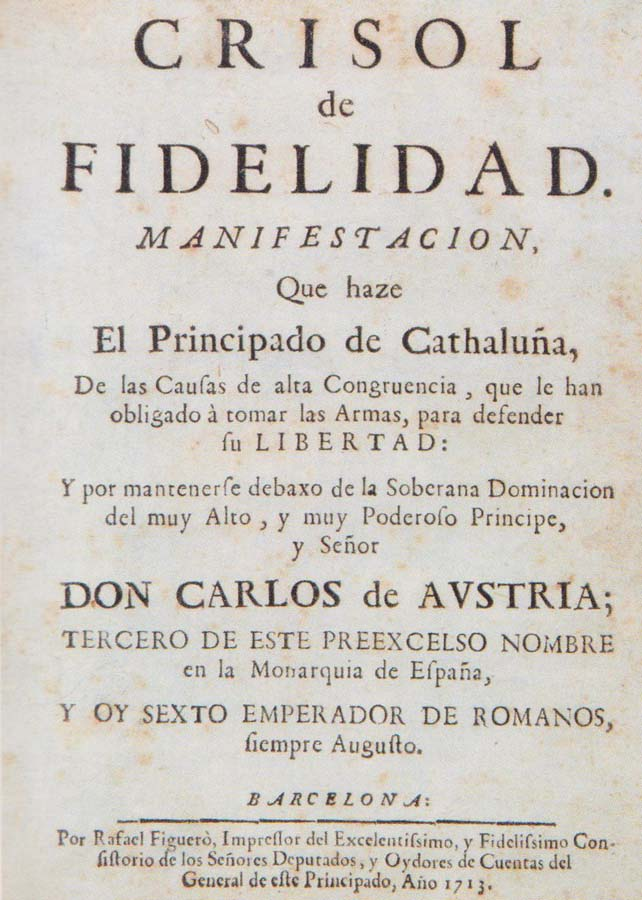
Crisol de Fidelidad (1713)
Mediante opúsculos como Despertador de Catalunya, Crisol de Fidelidad, Lealtad Cathalana y otros tantos, Cataluña libró también la guerra propagandística, rebatiendo las acusaciones de estar luchando tan solo por su libertad y sus privilegios, y tratando de argumentar que su lucha también era por la Corona de Aragón y la libertad de toda la Monarquía de España.

Tras ese día varios ciudadanos de Barcelona abandonaron la capital en desacuerdo con la declaración de guerra; no solo se trataba de los pocos partidarios de Felipe V que habían resistido hasta entonces en la ciudad, sino también y mayoritariamente de partidarios del archiduque Carlos de Austria que públicamente habían mostrado su desacuerdo con la decisión de resistir a ultranza durante la Junta de Brazos; entre ellos el antiguo teniente coronel Antonio Meca y de Cardona de las fanáticas Reales Guardias Catalanas, las tropas de elite que había formado la guardia de corps del archiduque Carlos de Austria y que se retiró a una residencia suya en Sabadell, o el coronel de la guardia de caballería de la misma unidad, Antonio de Clariana y de Gualbes. En cambio, Rafael Casanova, que también disponía de otra residencia en San Baudilio de Llobregat, se mantuvo dentro de Barcelona. El 22 de julio, tal y como era de precepto, se procedió a la renovación de los diputados de la Generalidad de Cataluña para el trienio 1713-1716, resultando sorteados los más proclives a la guerra. Así mismo, se procedió al nombramiento de los embajadores de Cataluña: Francisco de Berardo, marqués de Montnegre, fue nombrado embajador en Viena, Pablo Ignacio de Dalmases, el embajador que había sido arrestado nada más llegar a la corte de Madrid en 1705 y había sido liberado tras la toma de Madrid por las fuerzas austracistas en 1706, fue nombrado embajador en Londres, y Felipe de Ferrán y de Sacirera embajador en La Haya.
Desde 1711 la propaganda borbónica había influenciado a la opinión pública española contra la rebelión austracista; en esta dirección se encuentra el espurio opúsculo Nuevas constituciones que piden se le concedan al principado de Cataluña por la fidelidad que han mostrado y muestran al Señor Archiduque según el cual, si triunfaba el archiduque Carlos de Austria, los catalanes se apoderarían de toda España. Este documento llegó incluso a ser considerado auténtico por historiadoras tan reputadas como María Teresa Pérez Picazo o Virginia Sanz León. Ya en la Junta de Brazos de Barcelona, Manuel de Ferrer y Sitges en su famoso y patriótico discurso se glorió de que fuera «Barcelona la primera ciudad de España edificada en tierra plana que se sacudiera el yugo mahometano», y tachó a los ministros de Madrid de ser «hambrientas sanguijuelas», advirtiendo contra los «falsos pretextos de que los ministros castellanos, que tiranizan los indefensos pueblos de Castilla, se sirven para imprimir perniciosas máximas en aquellos ánimos ignorantes y sencillos, a fin de mantenerlos en su dura dominación, y hacerles más pesado el yugo de su esclavitud, pues procuran inspirar en sus corazones el encono y rigor contra nosotros», acusando de «ladrón al que es robado, y de rebelde, al que justamente se defiende». Para contrarrestar la propaganda borbónica la Generalidad de Cataluña publicó dos opúsculos: el Despertador de Catalunya (en catalán) y el Crisol de Fidelidad (en castellano). En ambos textos se intentó refutar la propaganda borbónica legitimando la guerra iniciada por Cataluña en lucha no solo por su libertad y sus privilegios sino que, recordando la abolición de los fueros del reino de Aragón y del reino de Valencia, también luchaba por la Corona de Aragón y por la libertad de toda España. Ante la declaración de guerra, Felipe V escribió airado a su abuelo, el rey Luis XIV de Francia, lamenatándose de que, pese haber concedido a los catalanes una amnistía y las mismas leyes que a Castilla, nada de eso había servido. Ante la grave situación de sus finanzas y la negativa catalana a la paz, el francés sentenció que los catalanes «me pagarán todos los gastos de la Guerra de Cataluña desde 1.º de julio de [1713] hasta que hayan rendido las Armas».

### La formación del Ejército de Cataluña

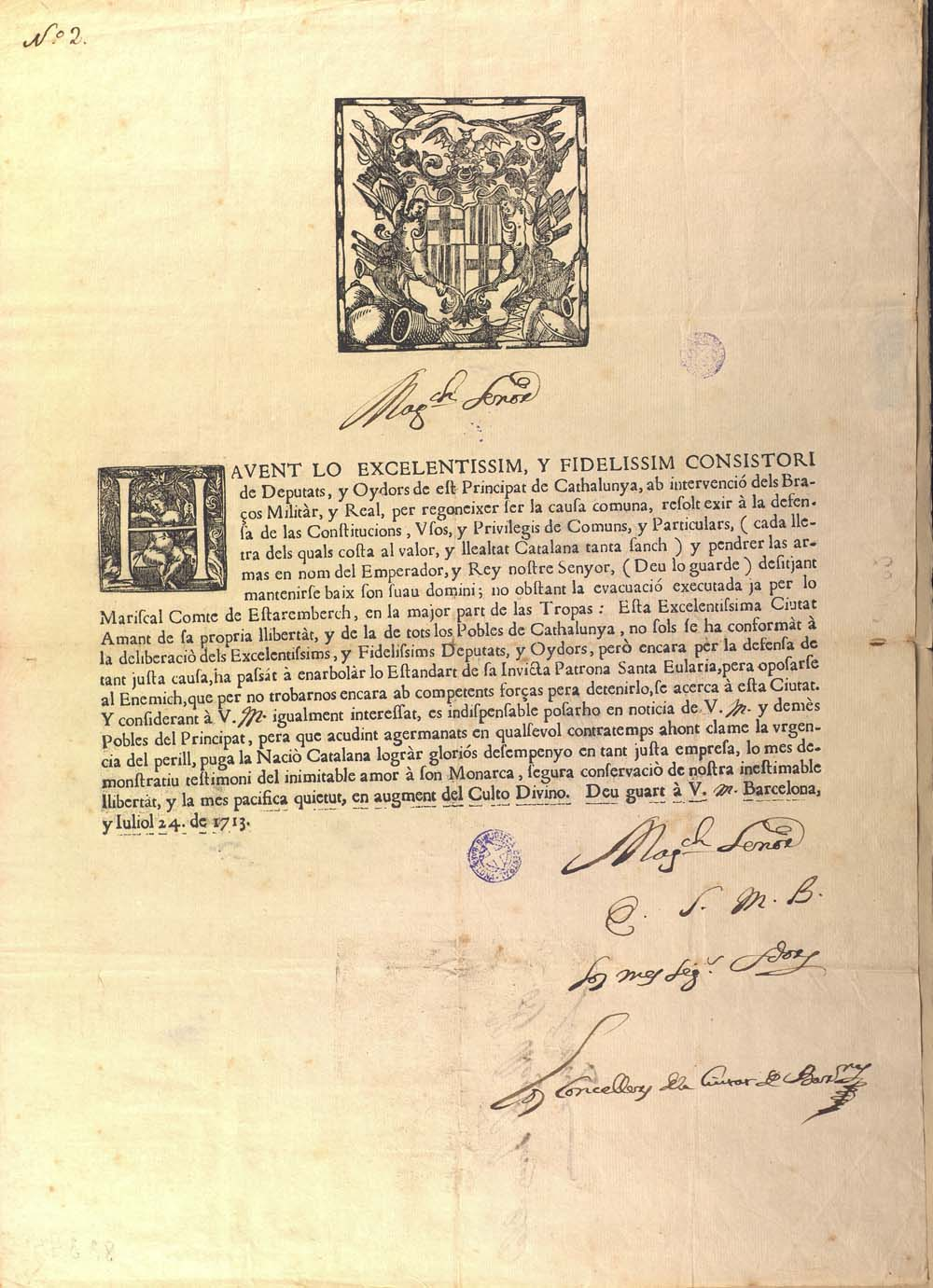
Habiendo Cataluña proclamado la defensa en nombre del Rey y de la Patria, los Consellers de Barcelona enviaron cartas a diferentes poblaciones apelando a lucha para que «pueda la Nación Catalana lograr glorioso desempeño en tan justa empresa.»

Proclamada públicamente la declaración de guerra el 9 de julio de 1713, al día siguiente se publicó un bando para levar efectivos para el regimiento de infantería de la Generalidad, mientras la Ciudad procedía de la misma forma para aumentar los efectivos del regimiento de infantería de Barcelona. Para el cargo de general comandante se calibraron dos opciones: el teniente mariscal Antonio Colón de Portugal y Cabrera, conde de La Puebla, y el también teniente mariscal Antonio de Villarroel y Peláez, siendo elegido este último por haber nacido en Barcelona. Este aceptó el nombramiento el 12 de julio señalando que accedía a ello como buen militar profesional, por el hecho de estar involucrada la defensa de una plaza a punto de ser sitiada, y bajo las condición de obtener patente oficial del Rey Carlos III y disponer de suficiente número de tropas para la defensa de la plaza. La Junta de Gobierno accedió a sus condiciones y el día siguiente fue oficializado el nombramiento. A finales de julio la leva ascendía a cerca de 4000 combatientes a sueldo de los Tres Comunes de Cataluña, siendo asimismo nombrados los oficiales y entregadas las patentes en nombre de los Tres Comunes de Cataluña, no del rey Carlos III. El general Juan Bautista Basset fue nombrado general comandante de la artillería, el general Miguel de Ramon y Tord fue nombrado general comandante de la caballería, y el general Bartolomé Ortega de la infantería, mientras Ramon de Rodolat era nombrado inspector general del ejército y el general José Antonio Martí era ascendido a brigadier.

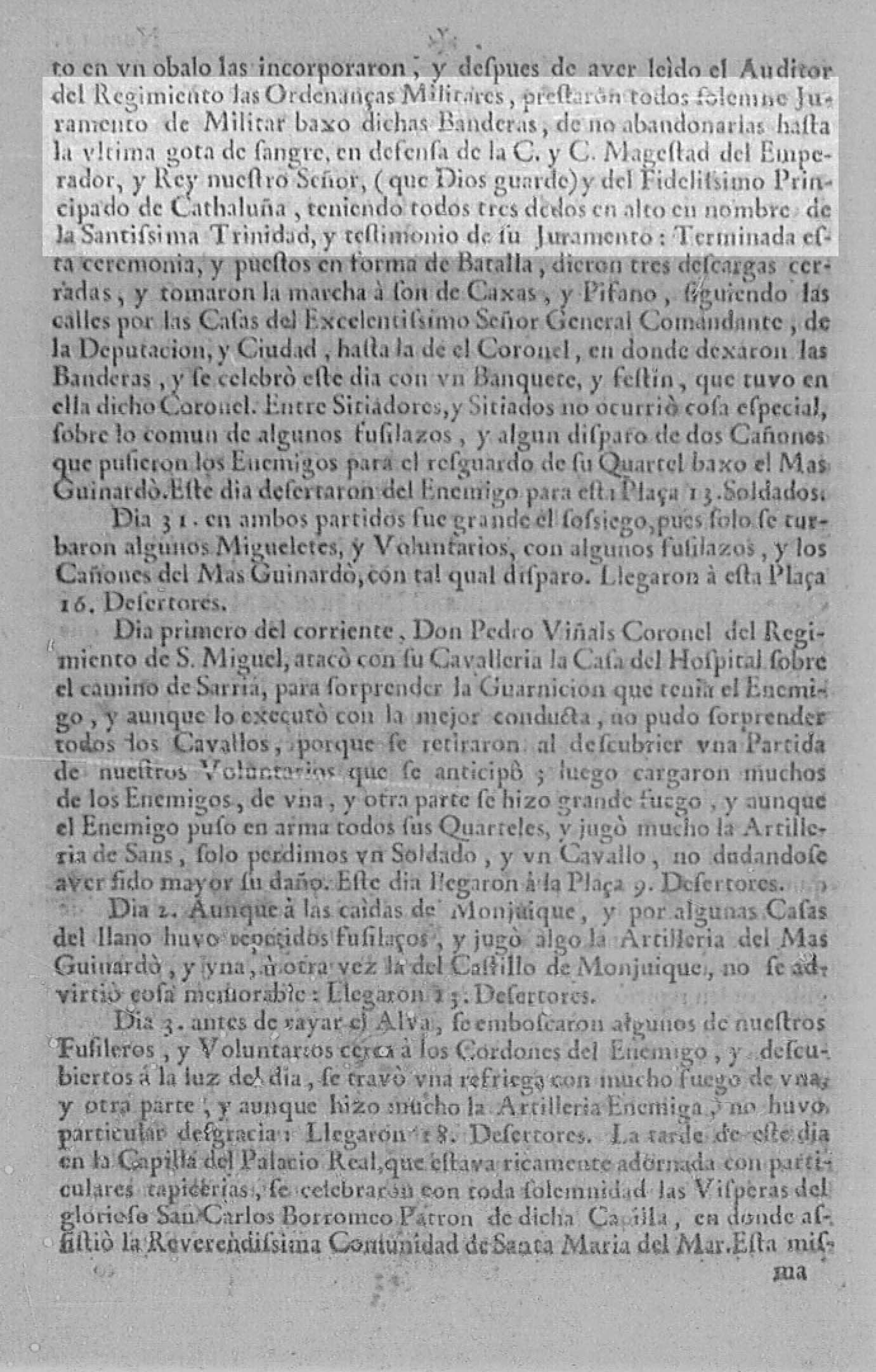
La Gazeta de Barcelona recogió el juramento que realizaron los soldados de Cataluña el 30 de octubre de 1713: «hasta la última gota de sangre, en defensa de la C. y C. Magestad del Emperador, y Rey nuestro Señor, (que Dios guarde) y del Fidelísimo Principado de Cataluña.»

A fin de movilizar a los centenares de refugiados austriacistas de los reinos de España que se agolpaban en Barcelona, los Tres Comunes de Cataluña concibieron la idea de organizar los regimientos del Ejército de Cataluña en función de las naciones pertinentes; según dicho plan, de los ocho regimientos de infantería que se alzaron, el regimiento de la Generalidad, el regimiento de Barcelona, el regimiento de Nuestra Señora del Rosario y el regimiento del coronel Busquets serían reservados a los catalanes, el regimiento de San Narciso para los alemanes, el regimiento de Nuestra Señora de los Desamparados para los valencianos, el regimiento de la Santa Eulalia para los navarros, y el regimiento de la Inmaculada, bajo el comando teórico del general comandante Villarroel pero efectivo del coronel Gregorio de Saavedra, para los castellanos. Así mismo, de los seis regimientos de caballería que se alzaron, el regimiento de coraceros de San Miguel fue reservado para los aragoneses. A pesar de las intenciones de los Tres Comunes de Cataluña, la mayor parte de la leva tuvo que completarse con tropas catalanas. En cuánto a los antiguos miquelets (migueletes), fueron reorganizados y encuadrados en los llamados regimientos de fusileros de montaña; el regimiento del coronel Amill fue bautizado regimiento San Raimundo de Peñafort, el del coronel Rau fue llamado del Ángel Custodio, mientras que el del coronel Vilar y Ferrer mantuvo su nombre y el regimiento del coronel Ortiz estuvo reservado a los migueletes valencianos. En cuanto a la armada naval, se movilizaron cincuenta tartanas de guerra, nueve bergantines y seis fragatas, mientras se equiparon con entre veinte y cuarenta cañones cuatro navíos: el San José, el Santa Madrona, el Santa Eulalia y el San Francisco de Paula. La Coronela de Barcelona, la milicia formado por los cofrades de los gremios barceloneses, fue reorganizada como un solo regimiento de seis batallones: el Santísima Trinidad, el Inmaculada Concepción, el Santa Eulalia, el San Severo, el Santa Madrona y el Nuestra Señora de la Merced. Los miembros de la Coronela de Barcelona estaba sometidos a la jurisdicción militar cuando entraban de guardia y estaban a sueldo de la Ciudad; asimismo estaban completamente uniformados y equipados con fusiles de primera calidad desde 1707, siendo su coronel el Conseller en Cap de Barcelona. Para mantener el orden público dentro de la Ciudad se levó la Compañía de la Quietud, y para aquellos inhábiles para el servicio de armas se organizaron los batallones de cuartos, formados por ciudadanos que sin recibir paga tenían el cometido de servir de fuerza de trabajo, desescombro y reconstrucción en caso de bombardeo. Finalmente se levaron las compañías de voluntarios, formadas por barceloneses que no estaban a sueldo pero que servían voluntariamente con armas propias, sin patente oficial y sin uniforme.
Una de las medidas adoptadas en agosto de 1713 a petición del general comandante Antonio de Villarroel fue la creación de una Junta Secreta a imagen y semejanza de la creada por Guillermo III de Orange en los Estados de Holanda; dicha Junta política tenía por finalidad conferenciar directamente con el general comandante Villarroel y estar informada de todas las operaciones militares que este propusiese. Estuvo formada por siete personas entre las cuales el mismo general comandante, el Conseller en Cap de Barcelona, y Juan Francisco de Verneda y Sauleda, enviado secreto del archiduque Carlos en Barcelona, quien estuvo en contacto directo con Viena durante todo el tiempo que duró el sitio de la ciudad.

### Conseller en Cap

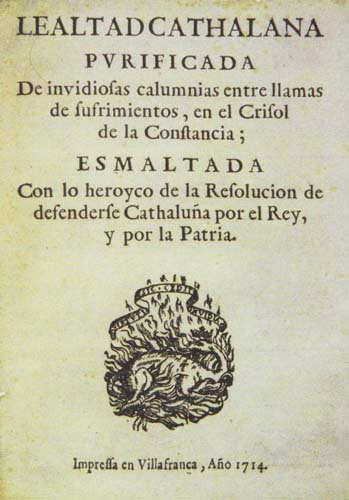
Lealtad Cathalana (1714)
En 1714 la radicalización política catalana acentuó unos planteamientos que Josep Fontana considera "netamente republicanos. El opúsculo Lealthad Catalana, publicado ese año, sostenía que a la Nación solo la representan las cortes, solas, como reunión de los tres brazos, sin la necesaria presencia del rey: «Sólas las resoluciones que se toman en cortes de un reyno o provincia son las que se atribuyena la nación [...], que sólo se representa en sus braços uni dos. Toda la Nación cathalana, junta en sus braços, resolvió el defenderse por el rey en cuyo dominio estava...», añadiendo que no solo por la libertad de «Cathaluña pelea Barcelona, pero aun por la de la Corona de Aragon (...) pero aun toda España», defendiéndose de las acusaciones de rebeldía, justificando la defensa de sus privilegios y resaltando la heroicidad de la lucha de «la Provincia» contra «dos Poderosos, y Capitales Enemigos, como son Francia y Castilla (...) los que más han contribuido para tiranizarla y hacerla esclava».

El 25 de julio de 1713 las tropas borbónicas al mando del duque de Pópoli llegaron ante las murallas de Barcelona; acto seguido Pópoli exigió la rendición de la ciudad, que fue rechazada el mismo día. Ante la resistencia barcelonesa, las tropas de Felipe V iniciaron el bloqueo de la ciudad. La estrategia del duque de Pópoli fue la que secularmente se había seguido en los sitios a los que se había sometido a Barcelona, bloqueando por tierra la ciudad para asfixiarla y centrando el resto de su efectivos en la conquista de la fortaleza de Montjuic, desde la cual, una vez tomada, obligar a la rendición de la ciudad. Se trataba de una estrategia a largo plazo dictada por las carencias técnicas de las tropas de Felipe V y que radicaba su éxito en el corte de suministros, tanto bélicos como de comida, que deberían desembocar en el debilitamiento progresivo de la resistencia por parte de la ciudad.
En el interior de Barcelona las tensiones políticas fueron en aumento. Las disensiones entre el Conseller en Cap de Barcelona de 1712-1713, Manuel Flix, quien había votado en contra de la guerra pero había permanecido en el cargo por lealtad institucional, y los partidarios de la resistencia a ultranza se habían agravado. Así mismo, la expedición del nuevo diputado militar de la Generalidad de Cataluña, encaminada a levantar en armas al resto del Principado, había resultado infructuosa, no pudiendo ni impedir la caída de las fortalezas de Hostalric y Castellciutat. Todo ello precipitó cuando, ante la proximidad del día de la renovación consistorial, el Consejo de Ciento falló que a pesar del estado de guerra procedía a elegir nuevos Consellers de Barcelona. Siguiendo el ritual de los siglos anteriores, el día de San Andrés Apóstol, 30 de noviembre de 1713, se produjo la extracción de los nuevos seis magistrados municipales para el período de 1713-1714, siendo Rafael Casanova nombrado Conseller en Cap de Barcelona, la máxima autoridad de la ciudad. El cargo llevaba añadido el grado de coronel de los «Regimientos de la Coronela», la milicia ciudadana, que era el componente más numeroso de la guarnición que defendía la ciudad, así como el título de cabeza militar de la plaza. Historiadores como Miquel Sanpere (1905) han especulado con la posibilidad de que la extracción de Rafael Casanova no fuese para nada aleatoria sentenciando «!Siempre inteligentes y patrióticas las bolsas insaculatorias!», mientras que el biógrafo Carles Serret y Bernús es de la opinión que no hay prueba documental alguna que demuestre que existió amaño para la elección de Rafael Casanova como Conseller en Cap.
El gobierno de Rafael Casanova marcó un cambio total con el anterior gobierno. Si hasta entonces el teniente mariscal Villarroel había tenido plena autonomía militar como general comandante del ejército, y había planteado una estrategia defensiva conservadora que buscaba ganar tiempo, basándose en el principio que solo una ayuda externa podía liberar la ciudad, el nuevo Conseller en Cap Rafael Casanova le exigió que inmediatamente ordenara lanzar ataques continuos cada noche contra el cordón de bloqueo para desgastar a las tropas borbónicas, accediendo a ello el general comandante. A los pocos días se desató un nuevo conflicto por la supremacía militar; ante la negativa del gobernador de Montjuic a obedecer las órdenes del Conseller en Cap, alegando que él solo debía obedecer al general comandante Villarroel, Casanova ordenó que el coronel Pablo Tohar, gobernador de la fortaleza, fuera arrestado y encarcelado, mandando así mismo órdenes a todos los portales de la ciudad que no debían ejecutar orden militar alguna que no hubiera sido expedida por él en persona. El enfrentamiento entre el gobierno de Casanova y el general comandante era ya total; finalmente el Consejo de Ciento reunido en plenario falló salomónicamente resolviendo que, efectivamente, Rafael Casanova era el gobernador de la plaza y armas de Barcelona, y también de la fortaleza de Montjuic, mas se aceptaba que las atribuciones de gobernador de Montjuic habían sido delegadas en el general comandante, debiendo este rendir cuentas ante el Conseller en Cap.

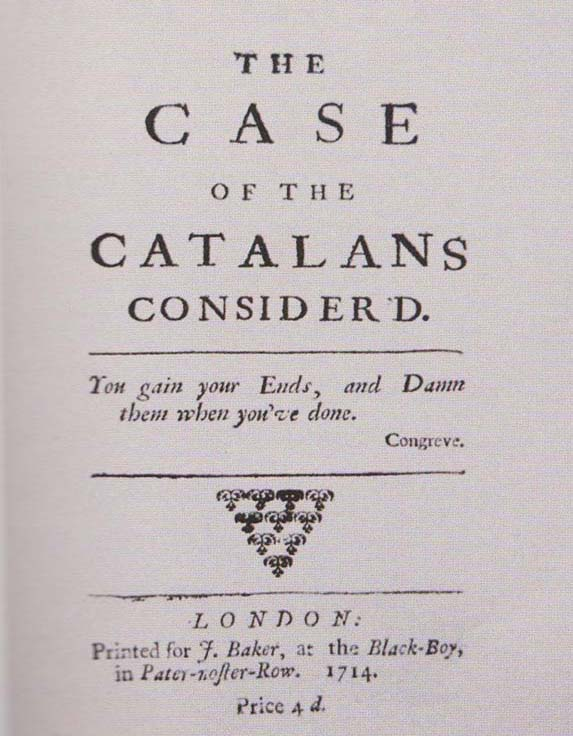
El Caso de los Catalanes
Cataluña libró la guerra tanto en el campo de batalla com en las cancillerías europeas. Los embajadores catalanes en Londres, Viena y La Haya jugaron un papel crucial en la guerra diplomática. Los manifiestos Deplorable History of the Catalans y The Case of the Catalans recordaban a Inglaterra su tratado de alianza militar con Cataluña y la traición de Utrecht.

Habiendo afianzado totalmente su poder militar en la plaza, el gobierno de Rafael Casanova se centró en el frente exterior. A finales de diciembre se ordenó al coronel Antonio Desvalls, marqués del Poal, que organizara una expedición al exterior con el cometido de levantar el país en armas, hostilizar las rutas de aprovisionamiento que suministraban a las tropas borbónicas que bloqueaban Barcelona, y provocar que éstas tuvieran que desviar efectivos del cordón de bloqueo para perseguir a las tropas exteriores. La operación resultó un éxito del gobierno de Rafael Casanova, que se vio facilitado cuando el país se levantó en armas a principios de enero de 1714. El motivo del alzamiento se debió al cobro de las quintas, cuando el intendente del ejército borbónico José Patiño y Rosales recibió órdenes de la corte de Madrid de cobrar a cualquier precio impuestos en Cataluña para evitar la inminente bancarrota que amenazaba las arcas de Felipe V.
Si durante los primeros dos meses de su gobierno las noticias parecían favorables, en febrero de 1714 el gobierno de Casanova tuvo que hacer frente al intento de golpe de Estado perpetrado por el inspector general del ejército Ramon de Rodolat. Este pretendía derrocar al ejecutivo de Casanova con efectivos de la Coronela de Barcelona, pero advertido de los planes de aquel fue detenido antes de que pudiera llevarlo a cabo; al cabo de unos días Jacinto Oliver fue nombrado nuevo inspector general del ejército. La contrapartida no se hizo esperar y el 26 de febrero la Generalidad de Cataluña cedió todas sus competencias militares a los Consellers de Barcelona. Este proceso es lo que el historiador Salvador Sanpere y Miquel (1905) llamó «golpe de estado concejil», interpretando que los Consellers habían realizado un contragolpe de estado contra la Generalidad de Cataluña. El historiador Martí y Fraga (2010) ha negado dicha interpretación, aseverando que la interpretación de Sanpere se basa en la impresión que de dichos sucesos tuvo el coetáneo Francisco de Castellví, quien no tuvo acceso a los dietarios ni de la Generalidad, ni del Consejo de Ciento, del estudio de los cuales se desprende que dicho golpe de Estado no tuvo lugar, tratándose tan solo de una transferencia de competencias militares.
Sea como fuere, el 27 de febrero se renovó completamente la composición de la Junta Vint-i-Quatrena de Guerra, la junta de gobierno, y Rafael Casanova fue nombrada presidente de la Junta Novena de Guerra, encargada de dirigir las operaciones militares y en la que habían recaído todas las competencias transferidas por la Generalidad. De esta manera finalizaba el proceso por el cual el Conseller en Cap había concentrado todo el poder militar, tanto dentro de Barcelona como en el exterior; a partir de entonces todos los comandantes militares que combatían en el Principado, el general Josep Moragues, el coronel Antonio Desvalls marqués del Poal, el coronel Amill y el coronel Vilar, pasaron a reportar directamente a los Consellers de Barcelona, con Rafael Casanova a su frente.

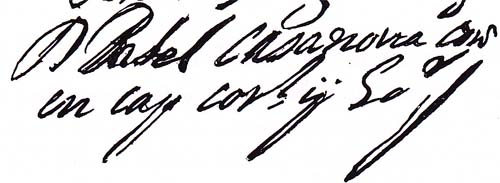
Rafael Casanova, conseller en cap, coronel y gobernador. (Signatura del 10 de agosto de 1714).

Transcurrido casi un año de bloqueo la estrategia del duque de Pópoli había fracasado. La coyuntura internacional estaba evolucionando rápidamente, y si en la negociación del Tratado de Rastatt no se había dado por zanjado el Caso de los Catalanes, el debilitamiento progresivo del poder de los Tories, favorables a la paz, en el parlamento de Inglaterra presagiaba una nueva toma del poder de los Whigs, partidarios de reanudar la guerra. En la corte de Felipe V no se entendía como el duque de Pópoli no había conseguido rendir Barcelona a pesar de su superioridad en número de hombres y se presionó enconadamente al duque para conseguir resultados. En realidad las cuatro galeras de la débil armada española jamás habían conseguido bloquear el puerto de Barcelona, donde periódicamente se recibían convoyes procedentes del reino de Mallorca y del reino de Cerdeña, territorios controlados por el emperador Carlos de Austria. Ante las presiones de la corte, en mayo de 1714, Pópoli cambió su estrategia; dejó de lado las operaciones encaminadas a la toma de Montjuic y ordenó la conquista del convento de los Capuchinos situado en el campo delante de Barcelona. Tomada la posición, instaló una batería de morteros desde la que se bombardeó indiscriminadamente Barcelona día y noche durante todo el mes con la esperanza de forzar la rendición de la ciudad. Finalmente, tras 11 meses de bloqueo, el 6 de julio de 1714, el duque de Pópoli fue informado de que había sido destituido, siendo relevado en el general comando por el mariscal de Francia duque de Berwick, quien inició el sitio de 61 días que culminaría con la toma de la capital catalana.

### El gobierno de Casanova durante el sitio de Barcelona

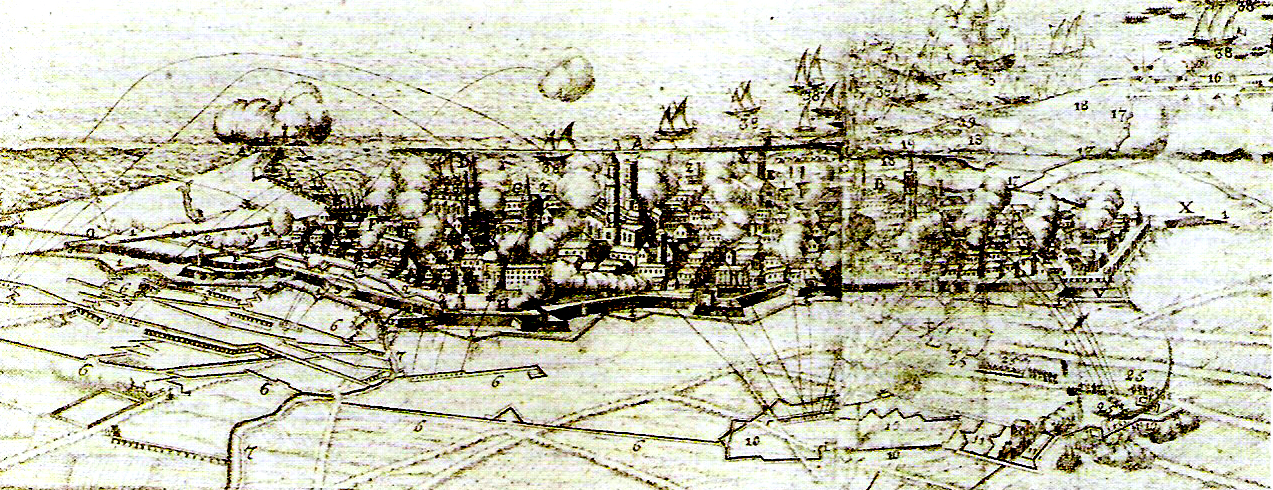
Bombardeo de Barcelona sitiada por el mariscal de Francia duque de Berwick
A la izquierda el sistema de trincheras paralelas donde se instaló el tren de artillería francés que batió la muralla de Llevant hasta abrir siete brechas. A la derecha batería de morteros instalada en el convento de capuchinos del monte Calvario. Al fondo la armada francesa del almirante Ducasse bloqueando la bocana del puerto de Barcelona.

Si bien el ejecutivo de Rafael Casanova había alcanzado un poder político y militar indiscutido en la dirección de la guerra, durante la primavera de 1714 estalló una fisura en su interior. El enfrentamiento se desató entre el Conseller en Cap Rafael Casanova y su segundo, el Conseller Segon y mercader Salvador Feliu de la Peña; este tenía bajo su cargo la responsabilidad de aprovisionar a la ciudad, pero dicho cometido no se estaba desarrollando satisfactoriamente. La calidad del pan se había deteriorado, los precios en la ciudad estaban subiendo y la carestía de pertrechos se estaba extendiendo. Finalmente Rafael Casanova estalló y acusó a Salvador Feliu de la Peña, y al resto de mercaderes de su confianza, de estar mezclando sus intereses personales con los de la ciudad. El Conseller en Cap ordenó fijar por decreto los precios de los suministros básicos y destituyó a varios de los hombres de confianza de Feliu de la Peña. El capitán de una de las compañías de la Coronela de Barcelona y coetáneo suyo, Francisco de Castellví, describió a Rafael Casanova de la siguiente manera: «Era el Conseller celante en el servicio, pero ardiente en la explicación».

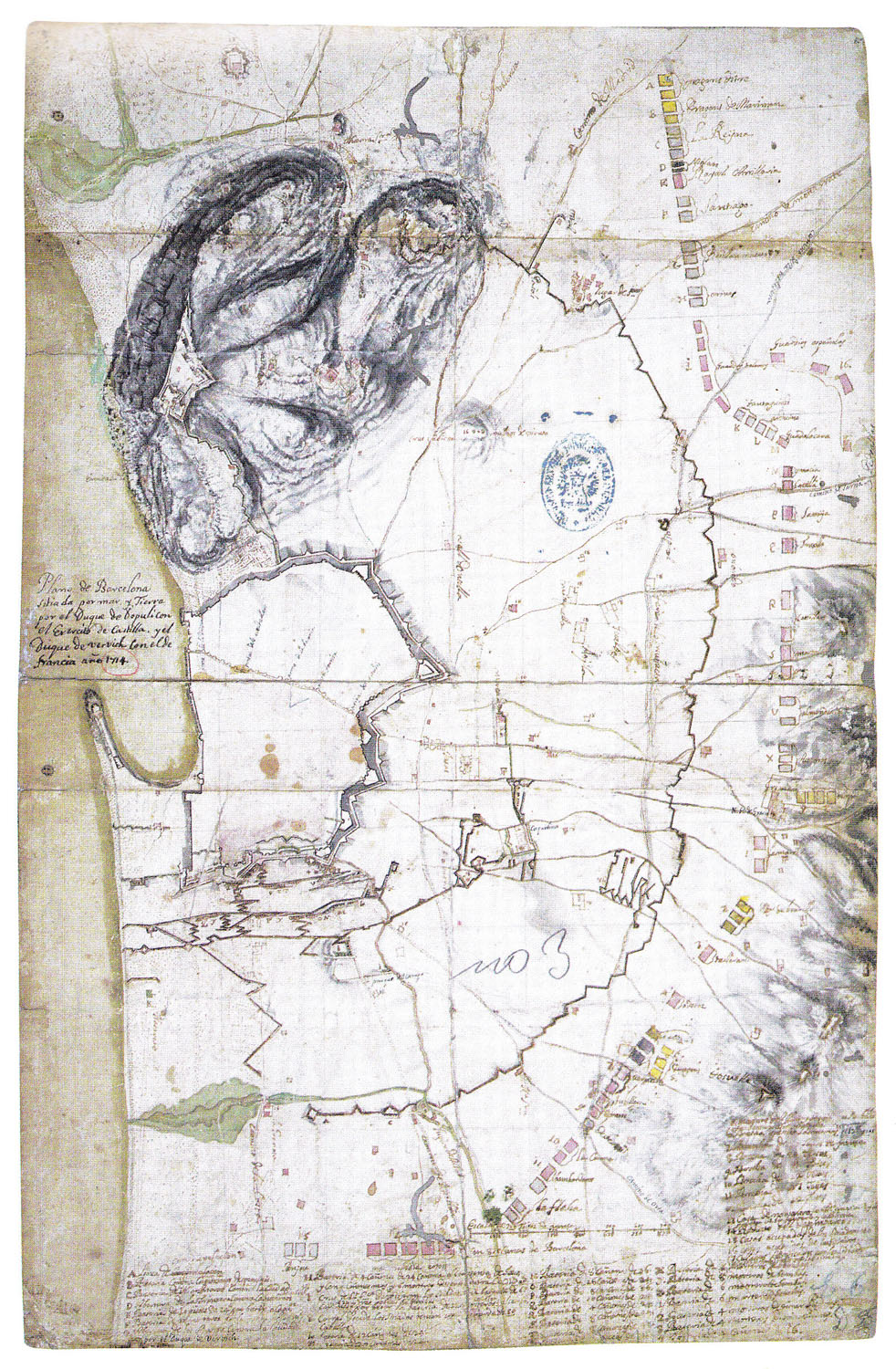
«Plano de Barcelona sitiada por mar y Tierra por el Duque de Populi con el Exercito de Castilla, y el duque de vervich[sic] con el de Francia año 1714»

El relevo en el general comando borbónico se produjo a las diez de la mañana del 6 de julio de 1714. El mariscal de Francia duque de Berwick traía bajo su mando a 10 batallones de veteranos franceses curtidos en las batallas de Ramillies, Malplaquet, y Denain, y que venían a sumarse a los llegados en 26 de junio, totalizando cuarenta batallones de infantería francesa en el campo de Barcelona. La suma conjunta con las tropas españolas de Felipe V sumaba 39 000 hombres, que había que sumar a los 40 000 que controlaban el resto del Principado de Cataluña. La plana mayor que acompañaba al duque la formaban entre otros los tenientes generales Dillon, Geofreville, Cilly, De la Croix y Guerchy; los mariscales de campo Maulevrier, Gavaret, de Bourg, de Broglie, Crevecoer, Rochchouart y Damas, así como los brigadieres Courten, Sauneboeuf, Sanzay, Jousse, Balincourt, Espourch, Rubercy, Nonant, Roussy i Valliere. Entre los regimientos destinados al sitio de Barcelona destacaban el Normandie, Vielle-Marine, Anjou, La Reine, Orleans, La Couronne, La Marche, Ile de France, Ponthieu, Courten o Castelart. El imprescindible cuerpo de ingenieros franceses estaba bajo la dirección del teniente general Dupuy-Vauban, primo del famoso Vauban, secundado por Lozières-Dastier y los brigadieres Desroces, Duverger, de Biancolelly, de Chelays y Thibergean. El tren de artillería traído por los franceses sumaba 87 cañones y 33 morteros. Finalmente la flota francesa del almirante Ducasse cerró la bocana del puerto de Barcelona iniciando la rápida asfixia de la ciudad. El panorama que ofrecía el despliegue de las tropas francesas por el campo de Barcelona ante la mirada del Conseller en Cap Rafael Casanova y su gobierno desde las murallas les hizo comprender que tras un año de resistencia, se acercaba el fin. La desesperación cundió entre los 40 000 civiles recluidos en Barcelona.

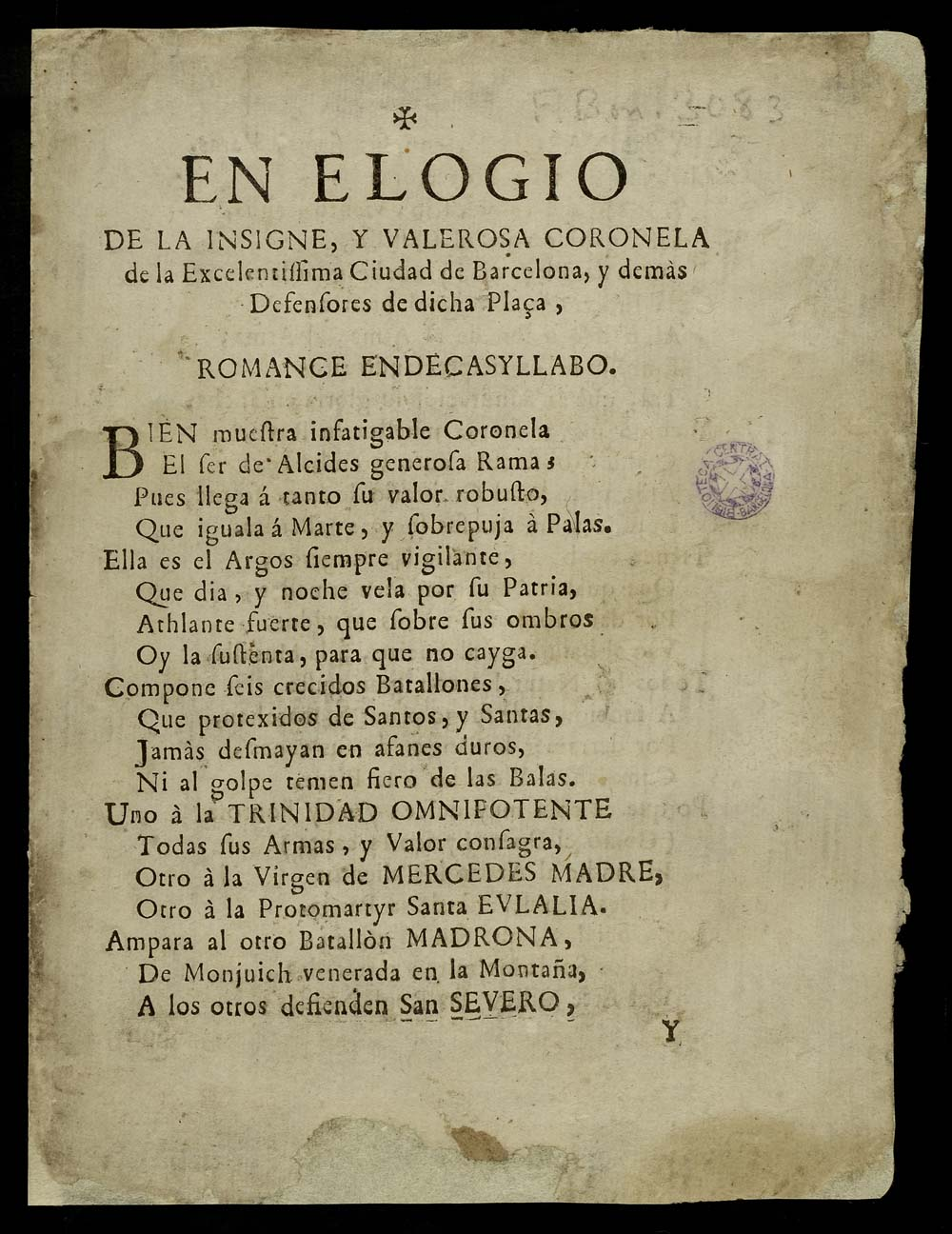
El romance En Elogio de la Insigne, y Valerosa Coronela de la excelentissima ciudad de Barcelona, y demás defensores de dicha plaça no escatima en elogios a la glorificación del Conseller en Cap Rafael Casanova:
«Tal valor les infunde al pecho noble,
Aquel Numen Marcial, Deidad armada,
Su Coronel Magnanimo, Guerrero,
Empleo ilustre de la eterna fama.»
«Aquel mas, que Alexandro poderoso,
Cesar, ora en la Pluma, ora en las Armas,
En las Juntas por su prudencia Jano,
Y poderoso Marte en la Campaña.»
«Perseverad: que vuestros nobles brios
Admiracion à todo el Orbe causan.»
«No temais al morir: que ganais tanto,
Rindiendo vuestra vida por la Patria,
Que quantas bocas hazen las heridas,
Tantas en vuestro honor abre la fama.»
«Quedarán vuestros nombres entallados
De eterno bronze en duraderas Planchas,
Y la Posteridad con relevante
Culto venerarà vuestras hazañas.»
«De la Imortalidad ireis al seno
Victoriosos, volando entre las alas
De eterna Fama, que yà con mil Trompas
Và publicando vuestras alabanças.»
Monumento a los caídos.
Pevetero de la llama eterna erigido sobre el Fossar de les Moreres, la fosa común de la basílica de Santa María del Mar donde fueron enterrados los muertos de 1713-1714 en defensa de las Libertades y Constituciones de Cataluña.

A fin de mantener la moral de la población se incrementaron los ritos religiosos por toda la ciudad. Rogativas pública, rezos del rosario colectivo, novenarios, procesiones y deprecaciones eran dirigidas por el vicario general Rifós. Se recordaba como el consejo de teólogos, formado a tal efecto, había concluido que la guerra era justa y estaba bajo el amparo de Dios, y que gracias a la intercesión de los santos patronos de la Patria, la divina Providencia obraría un milagro final que libraría a la ciudad del sitio. La culminando dichos ritos católicos se produjo en el 2 de agosto de 1714, cuando Rafael Casanova y el resto de sus Consellers, con los otros dos Comunes, realizaron acto público de comulgación, confesión y contrición, manifestando su arrepentimiento por haber confiado en los ingleses y «gentes contrarias a la santa fe i religión católica». Hicieron voto de hacer observar la regulación en los trajes de las mujeres, clausurar las casas de juegos, y no permitir desde entonces las comedias en teatros ni los bailes en carnestoltes; formar una junta que se preocuparía por la decencia y extirparía los pecados públicos; hechos los votos, esperaban que la Divina Misericordia obrara un milagro final. El fanatismo religioso que gobernaba la ciudad fue descito por historiador y filósofo Voltaire: «Los sitiados se defendían con un coraje fortificado por el fanatismo. Los sacerdotes, los capellanes, corrían con las armas y hacia las brechas, como si se tratara de una guerra de religión». Así mismo, la Gazeta de Barcelona, respaldada por los Consellers, narraba los milagros que protegían a las tropas durante los combates, prueba del amparo de Dios a la causa de los catalanes, mientras daba detalles de un inmenso convoy que el rey estaba preparando en Nápoles, y que en breve zarparía rumbo a Barcelona para salvarla.
Berwick desechó por completo la estrategia que hasta entonces había seguido el duque de Pópoli. Centró su atención al otro lado de la ciudad, frente la muralla de Llevant, donde el terreno pantanoso facilitaba la excavación. Ordenó abrir trinchera la noche del 12 al 13 de julio empleando a cientos de trabajadores forzados: era la primera trinchera paralela. Al día siguiente el general comandante Antonio de Villarroel, que hasta 1710 había servido en el ejército de Felipe V bajo las órdenes del duque de Orleans, y que al caer este en desgracia, se pasó a las tropas del archiduque Carlos, comprendió que debía atacar la primera paralela cuando antes, a fin de retrasar el asalto general. Villarroel había destacado sobremanera durante el sitio borbónico de Tortosa, y era consciente de que la cuenta atrás había empezado. A pesar de las desconfianza hacia su lealtad que el Conseller en Cap Rafael Casanova había mostrado nada más empezar su mandato, el general comandante no informó en la Junta Secreta de su plan de ataque, esperando con ello demostrar a los Consellers que podían confiar plenamente en las tropas a sueldo bajo su comando. Aun así, la información llegó a Rafael Casanova, quien le pidió explicaciones por su actitud. Expuesto el plan y sus intenciones, el Conseller en Cap y Coronel de la Coronela Rafael Casanova ofreció dos batallones de la unidad bajo su mando para participar en la sortida, pero el general comandante Villarroel rechazó el ofrecimiento desconfiando de la efectividad de la milicia en campo abierto, y alegando que era un honor que debía demostrar él y sus tropas. La operación se realizó al mediodía y aunque efectiva, causó unas bajas considerables entre las tropas regladas de los sitiados sin poder detener el avance de los ingenieros franceses. Tres días después abrían la segunda paralela en la que instalaron todo el tren de artillería francés, que empezó a batir directamente contra la muralla de Llevant abriendo las primeras brechas.
El 28 de julio Casanova decretó mediante bando la militarización total de la población civil masculina que se hallaba en Barcelona. El 31 de julio las tropas del mariscal de Francia coronaban el camino encubierto y a partir de entonces los combates se empezaron a desarrollar al pie de la muralla, mientras los ingenieros franceses empezaron a cavar minas subterráneas por debajo de la muralla para minarla. A principios de agosto se decretó la agregación de los batallones de cuartos, formados por civiles, a la Coronela, estando a partir de entonces sometidos a jurisdicción militar. El 9 de agosto el Conseller en Cap Rafael Casanova reconocía nuevamente la primera línea de combates en la muralla; alertado por los oficiales que un número creciente de milicianos faltaba a las guardias decretó que aquellos que faltaran al servicio serían tomados y destinados a los parajes más expuestos al fuego borbónico. Aprestado por la corte de Madrid, ante el cambio en el escenario internacional que presagiaba la próxima muerte de la reina Ana de Inglaterra -el 1 de agosto (calendario gregoriano) había quedado sin habla-, el mariscal duque de Berwick lanzó el primer asalto general contra Barcelona el 12 de agosto.

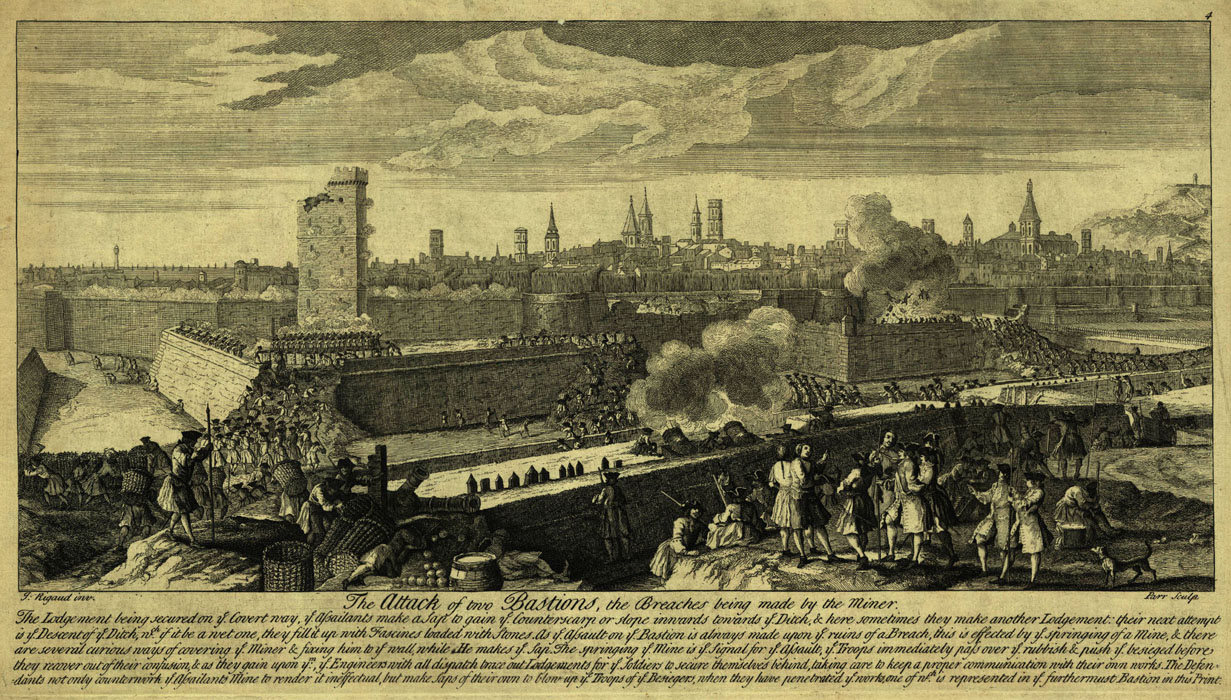
El mariscal de Francia duque de Berwick lanzó el primer asalto general contra Barcelona el 12 de agosto de 1714. Ordenó un segundo asalto general la noche del día siguiente, 13 de agosto, conquistando las tropas borbónicas el baluarte de Santa Clara, del que fueron expulsadas la mañana del 14 de agosto. A pesar de conseguir la victoria, las bajas entre las tropas catalanas fueron altísimas. En primer plano el baluarte de Santa Clara y la torre de San Juan, a la derecha, el baluarte del Portal Nou.

Las tropas borbónicas rompieron las defensas y tomaron posesión del baluarte de Santa Clara y del Portal Nou, pero ante un fuego insostenible las tropas asaltantes tuvieron que retirarse. Transcurridas 24 horas, el mariscal ordenó lanzar nuevamente un asalto general, esta vez aprovechando la noche. A las diez de la noche del 13 de agosto nuevamente las tropas asaltantes rompieron las defensas, y concentrados en el baluarte de Santa Clara, lo conquistaron y se fortificaron en él. Tras horas de violentos combates y cargas suicidas de las tropas regladas catalanas, el general comandante Villarroel ordenó detener los asaltos y esperar al día siguiente. Con las luces del día, las tropas catalanas lanzaron un asalto masivo al baluarte de Santa Clara, expulsando de él a las tropas borbónicas y retomando el enclave. Tras la derrota, el mariscal duque Berwick informó a su soberano, el rey Luis XIV de Francia, los pormenores de lo sucedido, justificando los hechos alegando que «los enemigos se defienden como desesperados». Por otro lado, a pesar de haber conseguido la victoria, tras los tres días de combates las bajas entre las tropas catalanas habían resultado altísimas. A partir de entonces las rondas nocturnas del Conseller en Cap para reconocer la primera línea y animar a las tropas fueron constantes. Si hasta entonces la hambruna había castigado a los defensores, la captura de la mayor parte del último convoy procedente de Mallorca provocó una situación humanitaria catastrófica en la ciudad. Las deserciones empezaron a ser masivas y la defensa se hacía insostenible por momentos. El 21 de agosto el Conseller en Cap decretó que nadie estaba autorizado para salir fuera del contorno de sus murallas.

### El 11 de septiembre

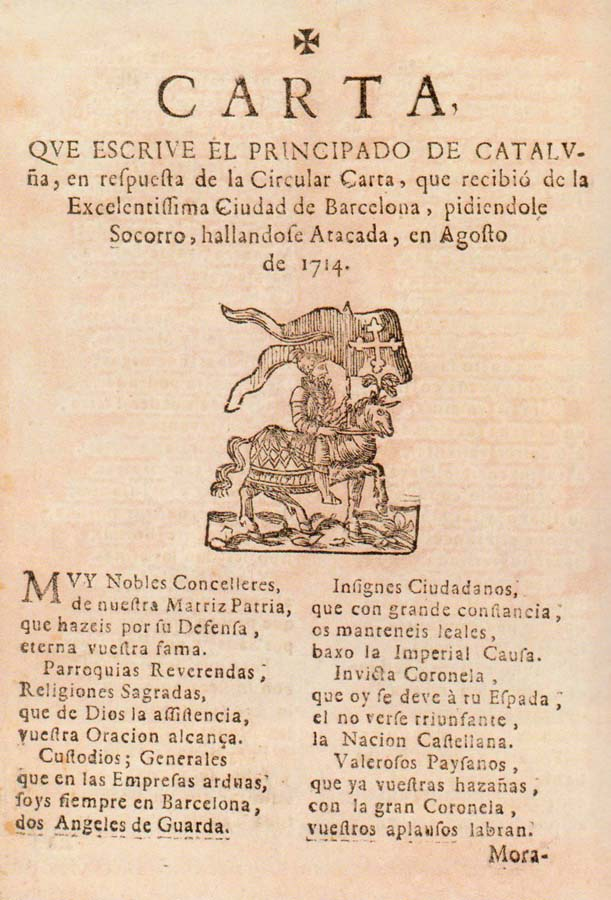
Propaganda de los Consellers de Barcelona. Aun tras los asaltos de agosto de 1714 los «Muy Nobles Concelleres de nuestra Matriz Patria» continuaron publicando hojas propagandistas apelando a la resistencia. El romance Carta que escribe el Principado de Cataluña alababa la lucha de la milícia de la capital catalana, la Coronela de Barcelona, «que oy se debe à tu Espada, el no verse triunfante la Nación Castellana.»

El 1 de septiembre el general comandante Antonio de Villarroel llamó en secreto a consejo en su residencia a todos los generales y coroneles que no estaban de guardia sin informar de ello a la Junta Secreta. Allí les expuso la disposición de las tropas borbónicas y el estado de las siete brechas abiertas en la muralla, presagiando la inminencia del asalto final. Así mismo, les detalló la imperfección de las cortaduras de defensa, el número de tropas disponibles así como la escasez de pólvora y municiones, la falta de suministros y la hambruna que azotaba la ciudad. Ante tal situación, les expuso la necesidad de buscar una capitulación honrosa y les pidió su parecer. La mayoría aceptó la exposición de la dramática situación a la que se enfrentaban, y resolvieron ser del mismo sentir que el general comandante excepto el general Juan Bautista Basset, quien afirmó que «yo saltaré por donde salte Barcelona». Por la tarde del mismo día, alertados los Consellers de Barcelona, le comunicaron su desagrado por su proceder y convocaron al general comandante a exponer sus acciones ante la Junta Secreta. Allí les repitió la situación en la que se hallaban las defensas, la inminencia del asalto final, y la imposibilidad de la plaza para resistirlo. El 3 de septiembre, mientras reconocían la primera línea de combates, el general comandante logró por fin torcer la férrea voluntad del Conseller en Cap Rafael Casanova, aseverándole que «si esta ciudad fuera sólo una fortaleza sin más moradores» no se opondría a proseguir hasta el fin, pero que ante los miles de civiles y refugiados que había en la ciudad, por su honor y cristiandad debían los Consellers de Barcelona buscar una capitulación antes de que fuera demasiado tarde.
Informado por el creciente número de desertores que se pasaban al campo borbónico de las graves disensiones entre militares y políticos de los sitiados, el 4 de septiembre el mariscal duque de Berwick ordenó al teniente general d'Asfeld hacer llamada y solicitar capitulación. Informados los Tres Comunes de Cataluña, se les convocó a consejo para deliberar una respuesta. El Conseller en Cap Rafael Casanova expuso el sentir del general comandante Villarroel y propuso que, al menos, se debía escuchar la proposición del mariscal de Francia, y si ésta resultaba inaceptable, se podría aprovechar la suspensión de armas para mejorar las defensas. Sin embargo, por una mayoría de 26 a 4, se decidió no aceptar la proposición borbónica de negociación pacífica. La respuesta que los Tres Comunes de Cataluña entregaron al coronel Gregorio de Saavedra para que leyera literalmente ante la trinchera borbónica fue la siguiente:

Los Tres Comunes se han juntado y, considerada la proposición hecha por un oficial de los enemigos, responden que no quieren oír ni admitir proposición alguna del enemigo.

Informado de la resolución de los Tres Comunes, el general comandante Antonio de Villaroel les solicitó aceptaran la dejación de su cargo como general comandante del Ejército de Cataluña, pues se negaba a «ser cómplice» de tal bárbara resolución. El 6 de septiembre los Tres Comunes aceptaron la dimisión del teniente mariscal Villarroel, siéndole comunicado al día siguiente. Así mismo, se le agradecieron los servicios prestados y se le informó que los Consellers de Barcelona esperaban para el 11 de septiembre que un convoy procedente de Mallorca consiguiera romper el cerco marítimo, pudiendo así el teniente mariscal Villarroel abandonar la ciudad. Al interesarse este por conocer a quien habían nombrado los Consellers de Barcelona como a nuevo general comandante, el síndico de la Ciudad le respondió que a la Virgen de la Merced, cuya imagen había sido retirada de una iglesia e instalada en la silla de general comandante, y que por inspiración divina transmitiría las órdenes al Conseller en Cap, Coronel, y Gobernador Don Rafael Casanova, quien las comunicaría a los generales y coroneles, que pasaban a estar bajo sus órdenes directas.
Los fuertes chubascos caídos tras el rechazo de la proposición de negociación inundaron las trincheras borbónicas, impidiendo cualquier posibilidad de lanzar un asalto general. El 10 de septiembre un nuevo chubasco cayó sobre la ciudad; al anochecer el Conseller en Cap Rafael Casanova volvió a reconocer la primera línea de combates en la muralla, alentando a la resistencia de las tropas a pesar de deserciones y la hambruna generalizada. Mas en esta ocasión el mariscal de Francia no ordenó el asalto al entrar la noche.

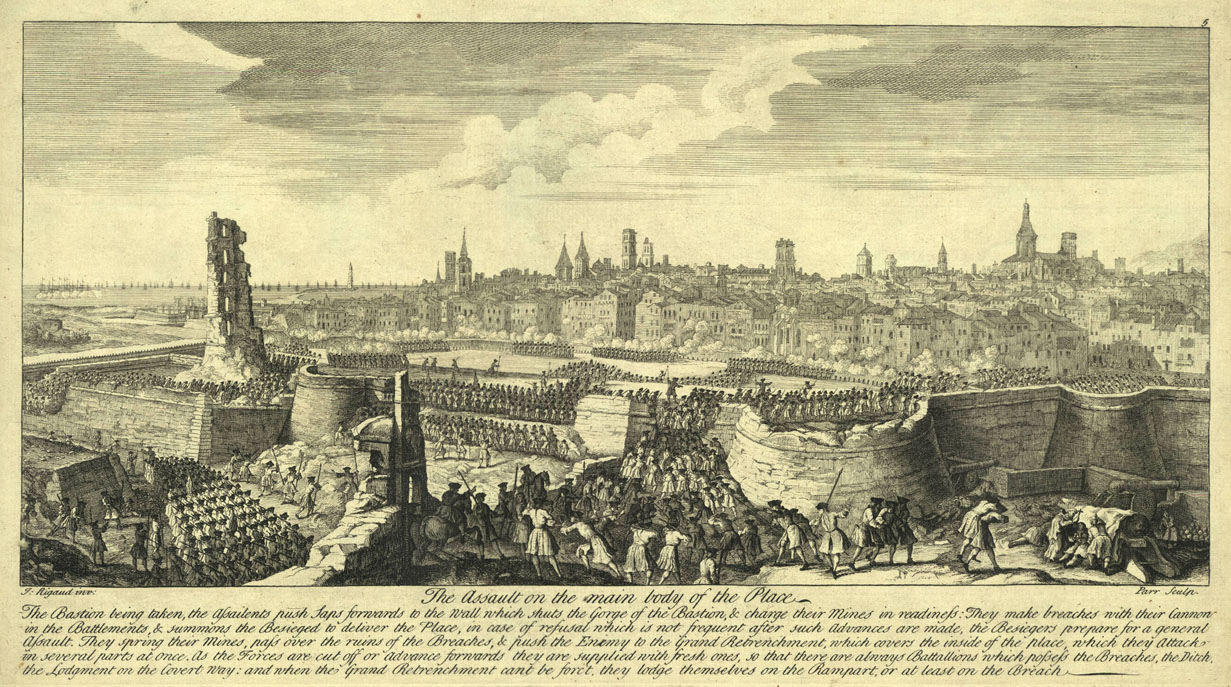
El asalto final sobre Barcelona el 11 de septiembre de 1714.
A la izquierda, detalle del baluarte de Santa Clara, con la torre de San Juan totalmente ruinosa, y contiguo, el avance de las tropas francesas del mariscal Guerchois y del brigadier Reves por la brecha central.

A las 4:30h del 11 de septiembre más de cuarenta batallones borbónicos lanzaron el asalto final sobre Barcelona. El baluarte de Llevant fue asaltado por el brigadier Courty y el coronel Cany, el reducto de Santa Eulalia por el coronel Chateaufot, el baluarte de Santa Clara por brigadier Balincourt, y la brecha contigua a dicho baluarte por el mariscal Lecheraine. La brecha central estaba bajo la responsabilidad del mariscal Guerchois y el brigadier Reves, mientras que el baluarte del Portal Nou, único sector que el mariscal duque de Berwick confió a tropas borbónicas, fue asaltado por la elite de las tropas de Felipe V, los Regimientos de Reales Guardias Españolas y Valonas, bajo el mando del mariscal Antonio del Castillo y el brigadier vizconde del Puerto. El asalto general se lanzó por los tres frentes simultáneamente tal como narraba el marqués de San Felipe, «Todos a un tiempo montaron la brecha, españoles y franceses; el valor con que lo ejecutaron no cabe en la ponderación. Más padecieron los franceses, porque atacaron lo más difícil». La defensa fue obstinada y feroz, abatiendo a los asaltantes borbónicos antes de que estos consiguieran llegar hasta la muralla y obligando a lanzar varias oleadas de gente fresca. Ante la espantosa carnicería que estaban sufriendo las tropas francesas en el sector del Baluarte del Santa Clara, el teniente general Cilly ordenó al coronel Chateaufort que abandonase el ataque al reducto de Santa Eulalia y solicitó al mariscal Lechereine, del centro francés, que lo auxiliase con el grueso de sus tropas formado por los regimientos Normadie, Auvergne, y La Reine para asaltar la brecha contigua al baluarte del Portal de Llevant. Pasadas las cinco de la mañana, y tras lanzar tres asaltos, las tropas conjuntas del coronel Cany, del brigadier Courty, del coronel Chateufort y del mariscal Lechereine conseguían pasar a sangre y fuego por encima de las pocas tropas supervivientes que defendía dicha brecha.
A partir de la rotura de la brecha el colapso de la defensa se precipitó. Los combatientes del baluarte de Llevant, cogidos por la espalda, fueron pasados a bayoneta; otro tanto les sucedió a los defensores del baluarte de Santa Clara, de los cuales solo unas pocas compañías pudieron salvarse gracias a la carga suicida de una de las compañías de la coronela de Barcelona; y poco después también cayó el baluarte del Portal Nou, bajo las tropas borbónicas. Como recordaba el marqués de San Felipe «Todo se vencía a fuerza de sacrificada gente, que con el ardor de la pelea ya no daba cuartel, ni lo pedían los catalanes, sufriendo intrépidamente la muerte». Los Consellers de Barcelona, viendo que toda la línea de defensa había colapsado y que la caída de la ciudad era inevitable, decidieron abandonar su cuartel general en el portal de San Antonio y salir a combatir por las calles. En ese momento recibieron aviso del teniente mariscal Antonio de Villarroel, quien les comunicaba que retomaba el general comando militar y les pedía que lanzaran su contraataque por el sector de San Pedro, mientras que él dirigiría otro por el centro. Pasadas las seis de la mañana, Rafael Casanova ordenó emitir el que sería su último bando como Conseller en Cap de Barcelona ordenando sin excepción a todos los varones mayores de catorce años a la defensa de la ciudad de Barcelona y guardia de la bandera de Santa Eulalia, en servicio del Rey y de la Patria:

De parte del Excelentisimo Señor Conseller en Cap, Coronel y Gobernador de la plaza y fortaleza de Montjuïc, se dice, amonesta y manda a todos generalmente, a partir de los 14 años, sin ningún pretexto, ni excepción de persona alguna, tome las armas, y asista a la defensa de esta Excelentísima Ciudad, y en guarda de la bandera de la invicta virgen y mártir Santa Eulàlia, patrona de nuestra ciudad, sin exención de los de la Coronela y sus agregados, ni de los que se encuentran de guardia en los baluartes, ni menos el tercer batallón, que está de guardia en los portales, acudan prontamente, luego, luego, luego, bajo pena de muerte, en la plaza de Junqueras, que así conviene al servicio del Rey y de la Patria.
Dr. D. Rafael Casanova, Conseller en Cap, Coronel y Gobernador.

Varias compañías de los seis batallones que formaban la Coronela de Barcelona se congregaron en la Plaza de Junqueras, y a la orden del Conseller en Cap Rafael Casanova, que blandía la bandera de Santa Eulalia, reliquia venerada por los barceloneses y que según la tradición solo podía sacarse en momentos de grave peligro para Barcelona, se lanzaron al contraataque pasadas las siete de la mañana. Embistieron con tal fuerza las tropas catalanas que las tropas borbónicas que combatían en ese sector empezaron a retirarse desordenadamente hasta provocar una desbandada general de las tropas borbónicas en todo el sector de San Pedro. El avance de las tropas catalanas aplastó a los batallones de las Reales Guardias Españolas, que fueron masacrados tal como recordaba el entonces capitán de la unidad Melchor de Abarca y Velasco: «los regimientos de Guardias que les toco pasar por esta parte derramaron mucha sangre, los cuales quedaron totalmente perdidos». Mientras comandaba el contraataque el Conseller en Cap Rafael Casanova cayó herido de un balazo en el muslo, recogiendo la bandera de Santa Eulalia el protector del brazo militar de Cataluña, Juan de Lanuza y de Oms, conde de Plasencia, y siendo trasladado al Colegio de la Merced, donde había instalado un hospital de campaña. Ante la caída en combate de Rafael Casanova el avance quedó detenido y a partir de entonces los combates se centraron en la posesión del convento de San Pedro, que fue reconquistado y perdido once veces entre defensores y asaltantes. Ante la enconada resistencia de los barceloneses el mariscal duque de Berwick movilizó a 6.000 hombres más de sus reservas para entrar en combate.
También por el sector derecho las tropas francesas habían empezado a retirarse hasta parapetarse en el convento de Santa Clara, donde fortificaron sus posiciones del lado del Pla d'en Llull. El teniente mariscal Antonio de Villarroel, que aunque no fuera catalán había nacido en Barcelona, flanqueado por el general comandante de la caballería, el catalán Miquel de Ramon y Tord, exhortó a sus hombres con estas palabras: «Señores, hijos y hermanos, hoy es el día en que se han de acordar del valor y gloriosas acciones que en todos tiempos ha ejecutado nuestra nación. No diga la malícia o la envídia que no somos dignos de ser catalanes y hijos legítimos de nuestros mayores. Por nosotros y por toda la nación española peleamos. Hoy es el día de morir o vencer, y no será la primera vez que con gloria inmortal fue poblada de nuevo esta ciudad defendiendo la fe de su religión y sus privilegios», tras lo cual se lanzaron con los restos de la caballería desde la Plaza del Born hasta el Pla d'en Llull, donde la carga fue masacrada por las tropas francesas apostadas en el convento de Santa Clara. El teniente mariscal Villarroel, herido, fue retirado de los combates y trasladado a su residencia mientras el general Francisco Sans de Monrodon, comandante del sector, ordenaba construir una barricada.
Francisco de Castellví, capitán de la séptima compañía del segundo batallón de la coronela de Barcelona, recibió órdenes de atravesar ese frente por la casa de las aduanas y socorrer a los que combatían en el baluarte de Migdia; en sus memorias se refirió a las dantescas imágenes que se sucedían a su alrededor y la brutalidad de los combates sentenciando «No puede la humana compresión, explicar cual era el ardor y el encono». Media hora después llegaron allí el diputado de la Generalidad Antonio Grases y Des, el Oidor de la Generalidad Tomas Antich y Saladrich, el secretario de la misma institución Ramon de Codina, y el capitán de la coronela Feliu Teixidor y Sastre, al frente de un destacamento formado por milicianos y civiles; el diputado traía consigo la bandera de San Jorge, insignia de la Generalidad de Cataluña, y exigió a un suboficial que se presentara ante él el comandante del sector. Al rato llegó el general Francisco Sans de Monrodon, y en su presencia el diputado de la Generalidad de Cataluña se puso de rodillas y le dijo: «Estamos aquí para morir por la Patria, señálenos donde quiere que ataquemos con la bandera». Al cabo de unos instantes el añejo general Sans le dijo que había conseguido estabilizar el sector y les dio a entender que no había hombres suficientes para la custodia de la bandera de San Jorge, que serían de mejor utilidad si devolvían la bandera al lugar de donde la habían sacado, y procuraban conseguir municiones y aguardiente para las tropas que estaban combatiendo. Pasadas las diez de la mañana la carnicería continuaba y Mr. Dulois, del cuerpo de cirujanos franceses, escribió a un pariente suyo en París: «Sólo tengo tiempo de deciros que vuestro hermano me avisa desde la puerta de la ciudad que ocupamos que está sin herida. Nuestras tropas ocupan todas las brechas. El combate dura. Los heridos que hemos curado hasta ahora son 2.870, y tenemos por curar más de 700, entre ellos más de 80 oficiales. Ahora advertimos que el fuego crece y los barceloneses, nos dicen, han recobrado un baluarte».

### Negociación de la capitulación
Al mediodía, habiendo caído en combate la cúpula político y militar, estando el Conseller en Cap Rafael Casanova ingresado en el colegio de la Merced y el teniente mariscal Antonio de Villarroel siendo atendido de sus heridas en su residencia, los miembros de la Junta Vint-i-quatrena de Guerra se reunieron con varios oficiales militares para analizar la situación de los combates. En ese ínterin les llegó la noticia que el comandante del sector de San Agustín, el coronel Pablo Tohar, siguiendo órdenes del herido teniente mariscal Villarroel, había hecho llamada a la capitulación. Poco después los combates quedaron detenidos en los tres sectores de ataque y se pactó una suspensión de armas hasta las cinco de la tarde. Aquellos miembros de los Tres Comunes de Cataluña que aún seguían en pie se reunieron a las dos de la tarde en el Portal de San Antonio; ante la indignación de los presentes, el coronel Juan Francisco Ferrer les expuso la determinación del teniente mariscal Villarroel: había que detener los combates antes de la llegada de la noche, o de lo contrario se exponía a la ciudad a un saqueo general y a la masacre de niños, mujeres y ancianos.
A pesar de ello, los Tres Comunes insistieron en realizar una nueva llamada antes de entrar en negociaciones de capitulación, y a las tres de la tarde ordenaron emitir por las calles de Barcelona un bando, considerado por el historiador catalanista y fundador del Centre Català José Coroleu e Inglada y José Pella y Forgas «el documento más importante de los anales de aquella guerra» porque en la Ciudad Condal, «último baluarte de las antiguas libertades de la Península, finía la independencia nacional de una raza en otros tiempos indomable, lanzando con los últimos alientos de su vida su testamento político en digna y solemne justificación de su historia y protesta de su conducta para los venideros siglos en esta forma sublime». Carles Serret i Bernús, uno de los biógrafos de Rafael Casanova, cree que en la redacción de ese bando nada tuvo que ver el Conseller en Cap, y considera su vinculación al bando obra de sectores reaccionarios durante la dictadura de Miguel Primo de Rivera. Su traducción al castellano es la siguiente:

Ahora oíd, se hace saber a todos generalmente, de parte de los Tres Excelentísimos Comunes, tomado el parecer de los Señores de la Junta de Gobierno, personas asociadas, nobles, ciudadanos y oficiales de guerra, que separadamente están impidiendo que los enemigos se internen en la ciudad; atendiendo que la deplorable infelicidad de esta ciudad, en la que hoy reside la libertad de todo el Principado y de toda España, está expuesta al último extremo, de someterse a una entera esclavitud. Notifican, amonestan y exhortan, representando a Padres de la Patria que se afligen de la desgracia irreparable que amenaza el favor e injusto encono de las armas franco-españolas, hecha seria reflexión del estado en que los enemigos del Rey N.S., de nuestra libertad y Patria, están apostados ocupando todas las brechas, cortaduras, baluartes del Portal Nou, Sta. Clara, Llevant y Sta. Eulalia. Se hace saber, que si luego, inmediatamente de oído el presente pregón, todos los naturales, habitantes y demás gentes hábiles para las armas no se presentan en las plazas de Junqueras, Born y Plaza de Palacio, a fin de que unidamente con todos los Señores que representan los Comunes, se puedan rechazar los enemigos, haciendo el último esfuerzo, esperando que Dios misericordioso, mejorará la suerte. Se hace también saber, que siendo la esclavitud cierta y forzosa, en obligación de sus cargos, explican, declaran y protestan a los presentes, y dan testimonio a los venideros, de que han ejecutado las últimas exhortaciones y esfuerzos, protestando de todos los males, ruinas y desolaciones que sobrevengan a nuestra común y afligida Patria, y exterminio todos los honores y privilegios, quedando esclavos con los demás españoles engañados y todos en esclavitud del dominio francés; pero se confía, que todos como verdaderos hijos de la Patria, amantes de la Libertad, acudirán a los lugares señalados a fin de derramar gloriosamente su sangre y vida por su Rey, por su honor, por la Patria y por la libertad de toda España, y finalmente dicen y hacen saber, que si después de una hora de publicado el pregón, no comparece gente suficiente para ejecutar la ideada empresa, es forzoso, preciso y necesario hacer llamada y pedir capitulación a los enemigos, antes de llegar la noche, para no exponer a la más lamentable ruina de la Ciudad, para no exponerla a un saqueo general, profanación de los Santos Templos, y sacrificio de niños, mujeres y personas religiosas. 
Y para que a todos sea generalmente notorio, que con voz alta, clara e inteligible sea publicado por todas las calles de la presente ciudad. 

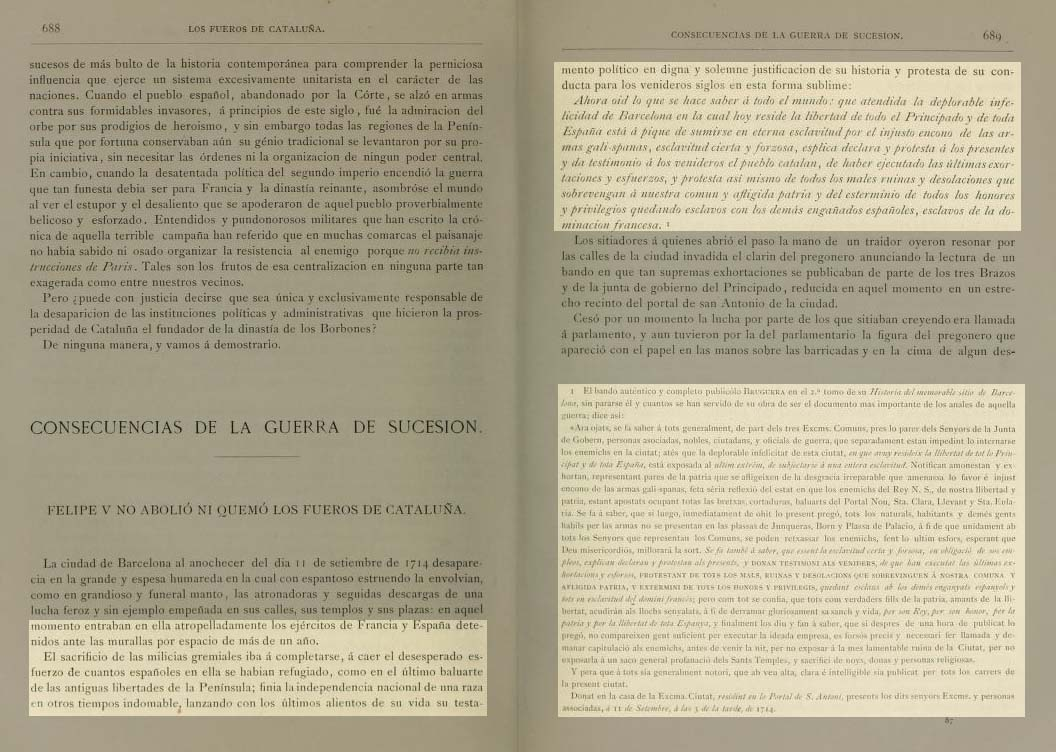
Extracto de Los Fueros de Cataluña (1878), de José Coroleu e Inglada y José Pella y Forgas.

Dado en la casa de la Excelentísima Ciudad, residiendo en el Portal de S. Antonio, presentes los mencionados Excelentísimos Señores y personas asociadas, a 11 de septiembre, a las 3 de la tarde, de 1714.

Ante la inexistencia de respuesta, a las cinco de la tarde el mariscal duque de Berwick amplió la suspensión de armas hasta la medianoche. Mientras, los Tres Comunes escucharon como Juan Francisco Verneda, comisionado secreto de Carlos III en Barcelona, exponía el plan de su majestad llegado el caso de entrar en capitulación: en suma, Carlos III ofrecía la entrega del reino de Mallorca e Islas de Ibiza, si tanto Cataluña como Mallorca e Islas de Ibiza conservaban sus fueros, privilegios, costumbres e inmunidades como en los tiempos del difunto Carlos II. Expuesto el plan los Tres Comunes nombraron por comisionados para negociar la capitulación al inspector general del Ejército de Cataluña Jacinto Oliver, y al miembro de la Junta Vint-i-quatrena de Guerra Mariano Duran y Mora, accediendo a que fueran acompañados por el coronel Juan Francisco Ferrer de parte del teniente mariscal Villarroel, los cuales partieron a las seis de la tarde hacia el campo borbónico. A la una de la noche del día 12 de septiembre volvieron los comisionados, informando que el mariscal duque de Berwick no aceptaba la conservación de los fueros de Cataluña y Mallorca, más ampliaba la suspensión de armas hasta el mediodía para proseguir las negociaciones. A las ocho de la mañana del día 12 de septiembre, a pesar de la obstinación del diputado de la Generalidad de Cataluña Francisco de Perpiñá por no acceder a capitulación alguna, al fin la mayoría resolvió que dada la falta de gente y el hambre extrema que azotaba la ciudad, debían aceptarse los términos de la capitulación ofertada por el mariscal de Francia, a condición de que se quitasen los términos «rendición a discreción»; en caso contrario y si el duque insistía en una rendición a discreción, los comisionados debían retirarse. Finalmente, a las tres de la tarde del día 12 de septiembre, se pactó la capitulación de Barcelona:

Don Jacobo Fitz-James, Duque de Fitz-James, Duque de Berwick, de Llíria y de Xérica, Par i Mariscal de Francia, Grande de España, Caballero de las órdenes de la Jarretiera y del Toisón de Oro, Gobernador y Teniente General de la provincia del Alto y Bajo Limosín, Plenipotenciario y Generalísimo del Ejército de las Dos Coronas en Cataluña.

Aunque han llegado muy tarde los de Barcelona a pedir la clemencia del rey, todavía el excelentísimo señor mariscal duque de Berwick tiene tanta benignidad que no quiere usar del rigor de la guerra, y con este motivo de conservar y no destruir los vasallos de S.M. se ha servido conceder por gracia la vida a todos los naturales, habitantes, moradores y demás personas que de presente se hallan en Barcelona.

Concede que no se saqueará la ciudad y que cada uno podrá vivir en su casa como antes, sin que por lo pasado se le haga ningún proceso de lo que ha hecho contra el rey, quedando cada uno en posesión de todos los bienes que gozaba.
 
En cuanto a las tropas regladas que hay dentro de la plaza, serán [ ] a discreción, conforme a las costumbres de la guerra en semejantes casos, pero se les concede la vida, sus equipajes y, por gracia particular, libertad en la forma que se ha ofrecido.
 
Todas las tropas y gentes de armas se retirarán mañana, día 13, al amanecer, dentro de la Rambla, y luego que lo hayan hecho enviarán al marqués Guerchy para que envíe guardias a todas las puertas de la Rambla, para impedir que ningún soldado del ejército pueda entrar, y para que también se envíen guardias a iglesias y conventos.
 
Hoy a las 6 de la tarde se entregará Montjuïc, donde las tropas que entrarán pondrán guardias en los parajes que se pidiere por conservar a los dueños la ropa y demás cosas que puede haber allí en Montjuïc.
 
Luego al instante se entregará el muelle.
 
Todas las armas de los soldados arreglados y demás tropas que están en la ciudad se pondrán en el Palacio y se quedará un oficial, el que irá de parte del general Guerchy a encargarse de ellas.
 
Darán el estado de todos los almacenes y de los caballos y de los soldados de a caballo.
 
Enviarán orden al Comandante de Cardona para que entregue su castillo.
 
  
Campo delante de Barcelona, a 12 de septiembre de 1714.

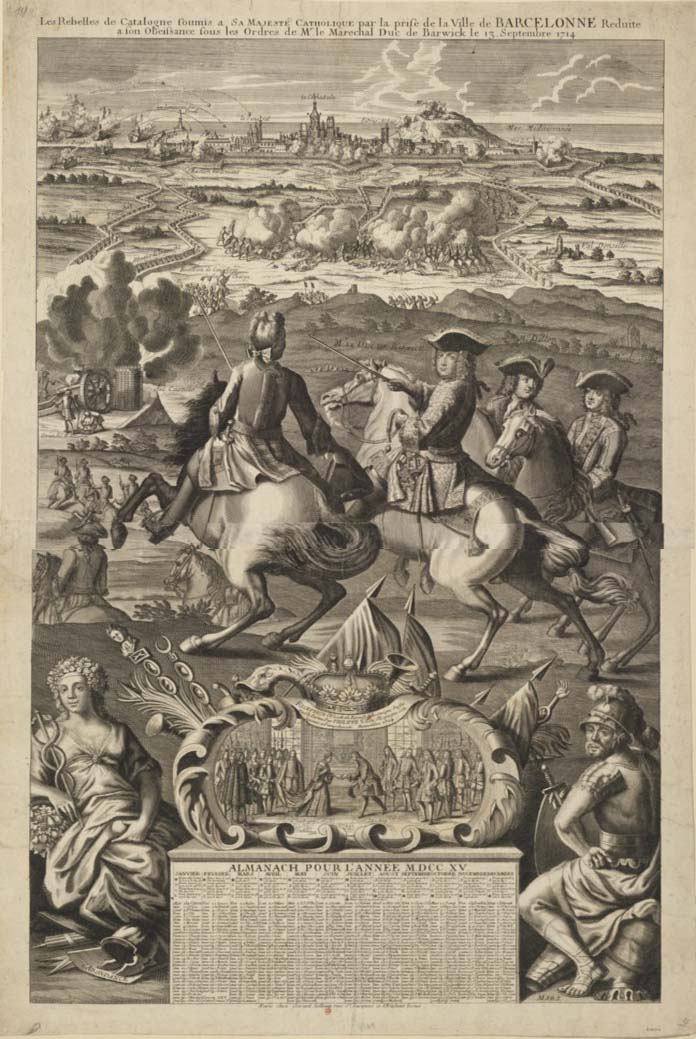
Las victorias de Francia
Almanaque francés de 1715 que conmemora la toma de Barcelona el 13 de septiembre de 1714 sometiendo a los «Rebelles de Catalogne».

Siguiendo la capitulación, el 12 de septiembre la Junta de Gobierno ordenó que se entregara la fortaleza de Montjuic al teniente general francés marqués de Guerchy. El 13 de septiembre, entre las cinco y las seis de la mañana, Barcelona fue ocupada por las tropas del Mariscal de Francia. El sitio de Barcelona había provocado unas bajas estimadas en 14 200 asaltantes borbónicos, 6.850 defensores austracistas, y la destrucción de un tercio de la ciudad. El coronel Juan Francisco Ferrer, de la plana mayor del teniente mariscal Villarroel y Navarro, recriminó a Juan Francisco de Verneda la obstinación de la defensa, tachando a los Consellers de Barcelona de beatos sanguinarios. Verneda le respondió que él no era quién para juzgar las deliberaciones de los catalanes, que no debería habérsele permitido entrar a negociar en campo borbónico, que no había entendido nada de lo ocurrido, y se despidió de él sentenciando:

Cataluña se halla ilustrada desde los antiguos tiempos de grandes honores y fama. 
Habría sido bajeza permitir degradar su Honor, sin derramar la mayor parte de su sangre.

En pos de la capitulación, políticos y militares siguieron viviendo en «su casa como antes, sin que por lo pasado se le haga ningún proceso de lo que ha hecho contra el rey». Por su parte Felipe de Ferran y de Sacirera, embajador catalán en La Haya, estaba eufórico; tras la muerte de la reina Ana se había entrevistado con el nuevo rey de la Gran Bretaña, el alemán Jorge I, quien de camino a Londres se había comprometido a liberar Barcelona, habiendo ya el secretario de la regencia Joseph Addison ordenado al almirante James Wishart la concentración de la armada británica en el puerto de Mahón. Era 18 de septiembre y aún no sabía de la caída de Barcelona: la cuenta atrás había finalizado seis días antes.

### Los franceses transfieren Barcelona al gobierno español
Estando Barcelona bajo la autoridad militar francesa desde el día 13 de septiembre, el mariscal duque de Berwick nombró por gobernador interino de la ciudad al teniente general francés marqués de Guerchy. Ante la indignación de los militares españoles, el mariscal de Francia les respondió que la gloria de mandar en la plaza luego de ocupada la había destinado a la nación francesa, que era la que más sangre había derramado para dominarla, añadiendo que las tropas españolas solas no habían sido suficientes para rendir la ciudad, y que era justo tuvieran el comando los franceses, pues además las tropas españolas que había en el campo no bastaban para contener a los ciudadanos y guarnecer la ciudad. Finalmente, el 20 de septiembre, la autoridad de la plaza fue transferida al gobierno español, siendo gobernador de la plaza el marqués de Lede, nombrado por Felipe V. Luego de llegado el marqués, el mariscal de Berwick le expuso los atrasos en el pago que se debían por los servicios de las tropas francesas, el modo de cobrarlos, y los cuarteles que se debían señalar. Por su parte, el marqués de Lede expuso al mariscal duque de Berwick las órdenes que traía de la corte de Madrid de tomar prisioneros a los oficiales que habían servido durante el sitio contra Felipe V. Dos días después, el 22 de septiembre, y contraviniendo la capitulación de Barcelona, una veintena de oficiales del Ejército de Cataluña fueron arrestados; seis meses después el general Josep Moragues fue decapitado y hecho cuartos alegándose que había intentado huir de Cataluña sin pasaporte autorizado.

### Huida y perdón

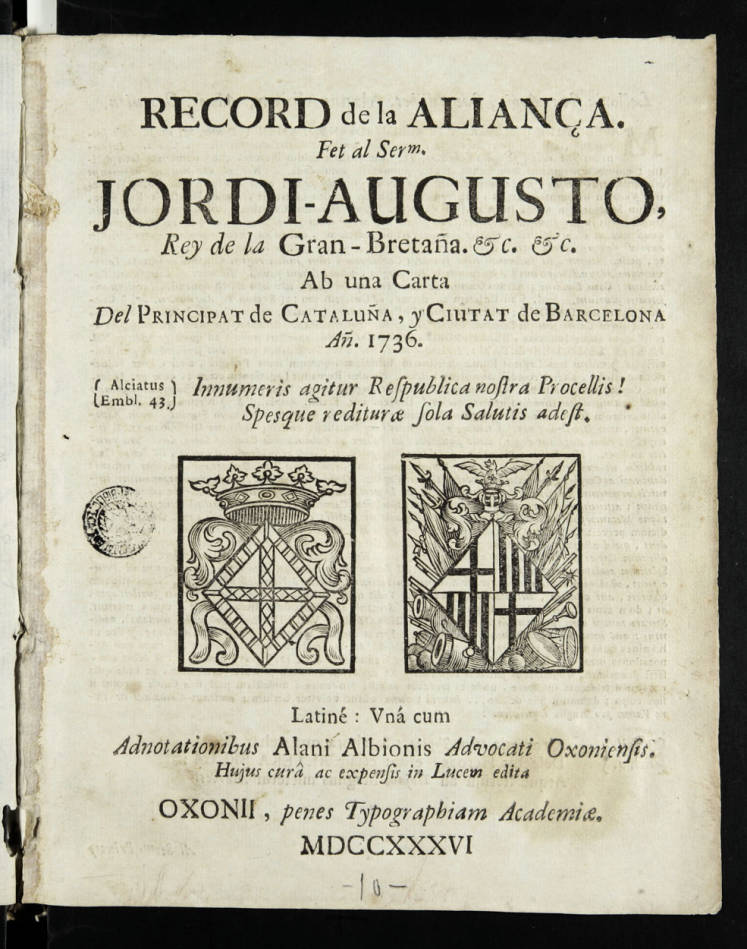
El opúsculo atribuido a Rafael Casanova Record de l'Aliança recuerda al rey Jorge II de Gran Bretaña la alianza pactada en Génova en 1705 entre el Principado de Cataluña y el Reino de Inglaterra a fin de auxiliar al archiduque Carlos "a la entera recuperación de toda la Monarchía de España",
La implicación de Felipe V en la guerra de sucesión polaca (1733-1738) debido a los Pactos de Familia desencadenó las esperanzas de los austracistas en pos de recuperar la «Libertad de Cataluña». Fue publicado en enero de 1736, el «22.º año de nuestra esclavitud».

El 15 de septiembre el Consell de Cent de Barcelona quedó abolido, cerrándose sus archivos, escribanías y arcas de depósito; hoy en día se pueden consultar gratuita y públicamente en el Archivo Histórico de la Ciudad de Barcelona el Libro diario del Consejo, las actas de las reuniones de los Consellers, el Registro de Deliberaciones, las series de ordenaciones y de correspondencia de los Consellers de Barcelona, así con el Inventario del Consejo y el Inventario de los Consellers; en cuánto al Archivo Secreto, quedó en Barcelona cuando las tropas borbónicas ocuparon la ciudad, y aún el mismo Rafael Casanova en 1728 apelaba a la verdad de los documentos allí custodiados en la carta que envió a su coetáneo Francisco de Castellví en Viena: «Es cierto consta de la misma carta, que no dudo se halla en el Secreto de la ciudad, pues no sabemos que del Secreto se haya tocado nada». El mismo día 15 de septiembre todos los Consellers de Barcelona fueron exonerados de sus cargos y fue nombrada una junta provisional de gobierno municipal.
Curado de sus heridas, los bienes de Rafael Casanova fueron embargados, pasando a residir a partir de entonces en la casa de su hijo, en San Baudilio de Llobregat. Le fue ordenado que entregara el título de ciudadano honrado con que le había honrado el archiduque Carlos de Austria en 1707 y, amnistiado en 1719, regresó a Barcelona y volvió a ejercer como abogado hasta 1737, año en qué se retiró. Murió seis años más tarde en San Baudilio de Llobregat, el 2 de mayo de 1743, y fue enterrado en la iglesia parroquial de la localidad al día siguiente.
Tras la derrota, Casanova mantuvo los contactos con otros importantes dirigentes de la ciudad durante el sitio, como el sargento mayor de la Coronela de Barcelona Félix Monjo o el teniente coronel José Vilana; así mismo con los exiliados en Viena, como el capitán de la Coronela Francisco de Castellví o el comisionado secreto del archiduque Carlos de Austria en Barcelona Juan Francisco de Verneda. En cambio, jamás volvió a dirigir la palabra a quien fuera su segundo durante el sitio de Barcelona, el Conseller Segon Salvador Feliu de la Peña, quien a finales de 1718 retomó sus negocios mercantiles en Vilasar de Mar, muriendo en dicha localidad en 1733.
En noviembre de 2010 la familia Barraquer de San Baudilio de Llobregat, herederos directos de Rafael Casanova, cedieron su fondo documental al Archivo Nacional de Cataluña, destacando entre los documentos el acta de entrega de su título de ciudadano honrado, el pleito que se inició en su contra delante del tribunal de la Intendencia General de Cataluña (1730-1735), testimonios de la confiscación de sus bienes, y la correspondencia de sus descendientes con la familia Verneda, austracistas exiliados en Viena. Por su parte, el economista e historiador Ernest Lluch, centrado en el estudio del austracismo persistente después 1714, estaba estudiando cuál habría sido el grado de implicación que tuvo Rafael Casanova en la autoría del opúsculo austracista anónimo Record de l'Aliança, (Recuerdo de la Alianza) publicado en enero de 1736, el «22.º año de nuestra esclavitud».

## Homenajes póstumos a Rafael Casanova

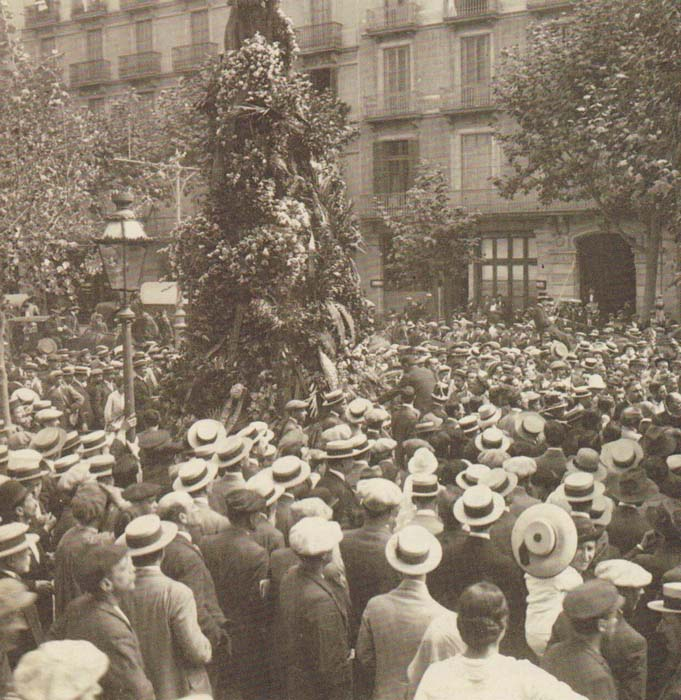
La estatua erigida en honor a Rafael Casanova cubierta de ramos y flores en la conmemoración del Día Once de Septiembre de 1914.
La estatua fue erigida por el Ayuntamiento de Barcelona en 1888 por ser «el último 'Conceller en Cap', herido en el sitio de esta ciudad empuñando la bandera de Santa Eulalia en defensa de las Instituciones Catalanas».

Tras finalizar la guerra en el siglo XVIII, la figura de Rafael Casanova fue recuperada en el siglo XIX por intelectuales y políticos de la Renaixença como símbolo de la lucha por las libertades de Cataluña. En 1863, bajo el Reinado de Isabel II de España, el consistorio municipal dedicó una calle del nuevo Ensanche de Barcelona a la memoria de Rafael Casanova, su último Conseller en Cap, porque:

CASANOVA (calle de): Llevará este nombre en memoria del último conceller en cap de Barcelona don Rafael de Casanovas ó Casanova. Elegido este ilustre ciudadano en 1713, cuando Barcelona estaba sitiada por las tropas de Felipe V, dio grandes pruebas de valor, de abnegación y de heroísmo. Por duras pruebas y aflictivas circunstancias hubo de pasar entonces la capital del Principado, pero durante el prolongado sitio que sufrió, no se desmintieron un solo instante el celo y la solicitud de este patriota ciudadano. Después de una lucha heroica, sostenida con hazañoso empeño en favor de sus libertades, Barcelona cayó el 11 de septiembre de 1714 legando un memorable ejemplo á las generaciones venideras. El conceller Casanovas estuvo en su puesto de honor y de peligro hasta el último momento. Acudió con la milicia ciudadana á defender la brecha de la Puerta Nueva, y allí cayó gravemente herido, siendo retirado exánime del sitio del combate. Pocas horas después, las tropas del duque de Berwick entraban en Barcelona, convertida en una ciudad de muertos, para rasgar con sus ensangrentadas bayonetas el código inmortal de nuestras seculares libertades.

En 1871 mosén Mateo Bruguera publicaba Historia del memorable sitio y bloqueo de Barcelona y heroica defensa de los fueros y privilegios de Cataluña de 1713 y 1714, utilizando los manuscritos inéditos del austracista Francisco de Castellví; en 1884, durante la Restauración borbónica en España, el Ayuntamiento de Barcelona inició el proyecto de embellecimiento del Salón de San Juan con estatuas dedicadas a personajes ilustres de la historia de Cataluña. Las primeras fueron dedicadas a Wifredo el Velloso y Roger de Lauria, y en 1886 se aprobaron las dedicadas a Bernat Desclot y Rafael Casanova, por ser «el último 'Conceller en Cap', herido en el sitio de esta ciudad empuñando la bandera de Santa Eulalia en defensa de las Instituciones Catalanas». Con motivo de la Exposición Universal de Barcelona de 1888 se inauguraron las estatuas. En 1889, cuando no había ni transcurrido un año de su inauguración, la estatua dedicada a Rafael Casanova se convirtió en símbolo de la defensa de la Instituciones Catalanas cuando fue punto de concentración de la manifestación organizada en protesta por la promulgación en Madrid de la reforma del código civil español que arrinconaba en la práctica al derecho civil catalán, que había sobrevivido a la supresión del derecho público catalán en 1714.
A partir de ese año la estatua a Rafael Casanova se convirtió en punto de encuentro de las organizaciones catalanistas durante la conmemoración del Día Once de Septiembre. En la conmemoración de 1901 se produjeron los primeros arrestos, cuando el gobernador civil de Barcelona ordenó la detención de una treintena de catalanistas acusados de concentración ilegal cuando estos iban a realizar su ofrenda floral; puestos en libertad con cargos dos días después, las detenciones popularizaron el acto de la ofrenda floral a Rafael Casanova. En 1905 Salvador Sanpere i Miquel publicaba Fin de la Nación Catalana y en 1912 Rafael Carreras un estudio biográfico centrado en la figura de Rafael Casanova. Al ser el 11 de septiembre una jornada laborable, varias entidades catalanistas realizaban sus ofrendas florales durante la noche o a primera hora de la mañana; los tributos florales eran quemados o vandalizados por lerrouxistas, y a partir de 1908 se organizaron piquetes para proteger las ofrendas florales. En 1913 la Unió Nacionalista Radical celebró un encuentro para honrar la tumba de Rafael Casanova y ese mismo año el consistorio municipal de Barcelona participó por primera vez y de manera institucional en el acto de tributo floral.
En 1914, con motivo del bicentenario, el Ayuntamiento de Barcelona aprobó el traslado de la estatua desde el Salón de San Juan a la Ronda de San Pedro, su ubicación actual, cerca del lugar donde cayó herido cuando dirigía el contraataque de la Coronela de Barcelona durante el 11 de septiembre de 1714. Dos años después, en 1916 se inauguró el zócalo con la inscripción «Aquí cayó herido el Conseller en Cap Don Rafael Casanova defendiendo las Libertades de Cataluña. 11 de septiembre de 1714». La vigila de la Diada, el 10 de septiembre de 1922, se colocó una nueva losa de mármol en su tumba de San Baudilio de Llobregat con la inscripción «Vaso que contiene los restos del doctor en derecho don Rafael Casanova Conseller que fue de la ciudad de Barcelona + 1743 +».

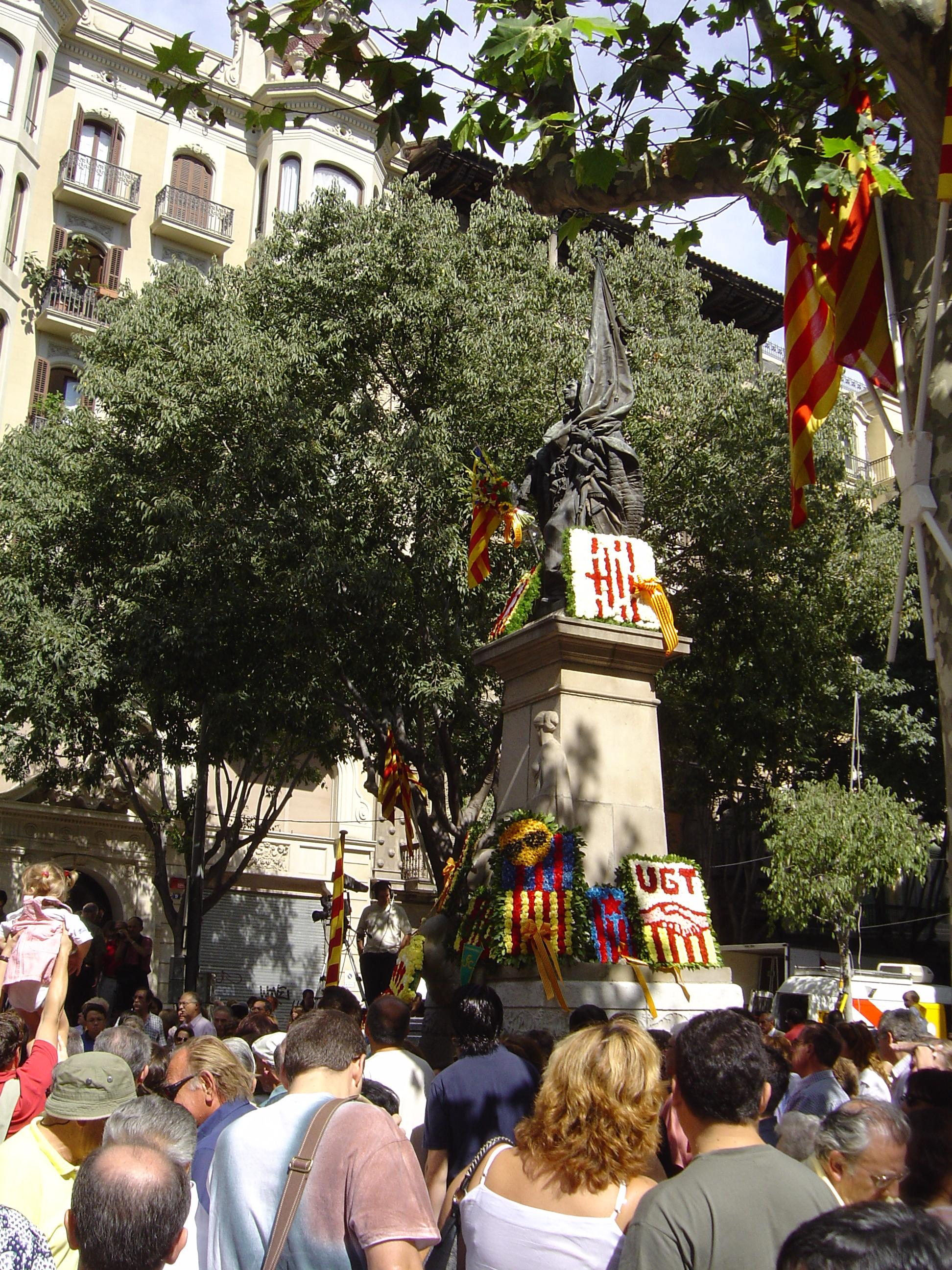
Estatua erigida en honor a Rafael Casanova en Barcelona (1888). A su pie se puede leer la siguiente inscripción:
«Aquí cayó herido el Conseller en Cap Don Rafael Casanova defendiendo las Libertades de Cataluña. 11 de septiembre de 1714»

El 13 de septiembre de 1923, el general Miguel Primo de Rivera dio un golpe de Estado con el apoyo de diversos sectores de la sociedad española, suspendiendo la constitución de 1876, prohibiendo la libertad de prensa, disolviendo el Gobierno y el Parlamento e implantando un régimen dictatorial dirigido por un Directorio Militar. Al año siguiente, el 8 de septiembre de 1924, y ante la proximidad del Día Once de Septiembre, el gobernador civil de Barcelona prohibió el homenaje a Rafael Casanova mediante el siguiente decreto:

Primero. Queda terminantemente prohibida en esta capital y provincia toda conmemoración de la fecha del 11 de septiembre. 
 Segundo. Queda prohibida asimismo la colocación de coronas, ramos y flores o cualquiera ofrenda en la estatua de Casanova.
 Tercero. Todo comercio que no tenga abiertas sus puertas en el expresado día durante las horas de la jornada ordinaria será castigado con la multa de 1.000 pesetas. 
 General Carlos Losada, Gobernador Civil de Barcelona, 8 de septiembre de 1924.

Al año siguiente la Mancomunidad de Cataluña, la que había sido la primera institución de autogobierno de Cataluña desde 1714 creada mediante la integración de las cuatro diputaciones provinciales catalanas en un solo organismo, fue suprimida. Tras la dimisión del dictador en 1930 la dictablanda del general Berenguer toleró la conmemoración nuevamente al ser autorizadas por el gobernador civil de Barcelona las ofrendas florales al monumento en honor a Rafael Casanova, pero prohibiendo cualquier tipo de manifestación. Tras la proclamación de la Segunda República Española y la instauración de la Generalidad de Cataluña como institución de autogobierno de Cataluña se retomaron plenamente los actos de homenaje en su memoria.

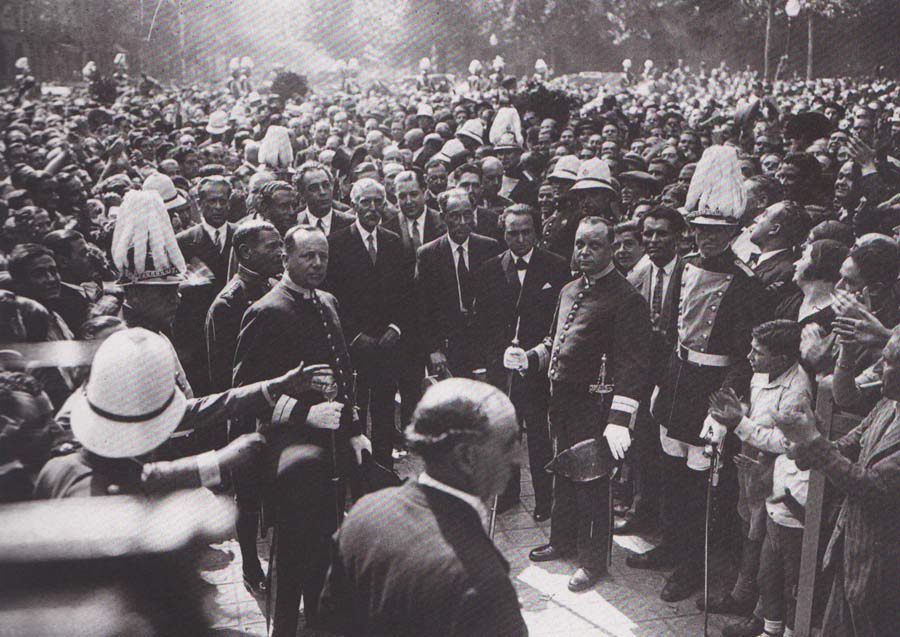
Acto de homenaje a Rafael Casanova en 1931 presidido por Francesc Macià, presidente de la Generalidad de Cataluña

Durante la guerra civil española la organización independentista Estat Català alzó la Centuria Rafael Casanova que tomó parte en el Desembarco de Mallorca (1936). La Diada fue suprimida nuevamente durante el franquismo y en 1939 se ordenó que la estatua fuera retirada y destruida, mas quedó almacenada en un depósito municipal de Barcelona. En 1964 la policía secreta tuvo confidencia de que se preparaba un homenaje a Rafael Casanova el Día Once de Septiembre, ordenándose se acordonara la zona en la que antiguamente había estado la estatua. En enero de 1975 la conservadora del Museo de Arte de Cataluña dio a conocer donde se hallaba la estatua y el zócalo. Tras la muerte del dictador Francisco Franco en 1975 se empezó a tolerar nuevamente la conmemoración del Día Once de Septiembre, autorizándose la concentración en San Baudilio de Llobregat, donde estaba la tumba de Rafael Casanova.
El alcalde de Barcelona José María Socías Humbert inició los trámites para la restitución del monumento y el 27 de mayo de 1977 fue alzada nuevamente la estatua en honor del Conseller en Cap, coronel y gobernador Rafael Casanova, cerca del lugar donde cayó en combate en la Ronda de San Pedro. La conmemoración del Día Once de Septiembre fue oficializada como Día de Cataluña (Diada) por la primera ley del restaurado Parlamento de Cataluña. Ante la estatua a Rafael Casanova se efectúa una ofrenda floral durante la Diada cuyo seguimiento por parte de la sociedad civil catalana es generalizado alcanzando un notable valor simbólico y político en la defensa de las instituciones catalanas de autogobierno. Así mismo, se le rinden honores ante su tumba en San Baudilio de Llobregat.